# القوات الجوية الهندية
القوات الجوية الهنديَّة (بالهندية: भारतीय वायु सेना)‏ هي الجناح الجوي للقوات المسلَّحة الهنديَّة، وتُعتبر في المرتبة الرابعة من القوات الجوية فِي العَالم،  تَقع على عاتقها مسئولية حماية المجال الجوي الهندي وتقديم الدعم الجوي للجيش الهندي في أي صراع مسلح، ترجع نشأتها إلى 8 أكتوبر 1932، كفرع مساعد للقوات الجوية التَّابِعَة للهند البريطانيَّة، ولاحقًا سميت بالملكيّة عام 1945 تقديرًا لخدماتها أَثناء الحرب العالمية الثانية،  وَبَعد الاستِقلال عَن بريطانيا عام 1947، خدمت القوات الجوية في قوات الاتِحاد الهندي، وَبَعد إعلان الجُمهوريَّة 1950، تخلت عَن الصفة الملكيّة.
شَارَكت القوات الجوية الهنديَّة مُنذ عام 1950 في أربع حروب مَع باكستان، واشتباك وَاحِد مَع الصين، ومن أبرز عملياتها حرب غوا، وَعَمَلِيَّة ميجدوت، وَعَمَلِيَّة الصبار، وَعَمَلِيَّة بومالاي، وتشارك القوات الجوية الهنديَّة في بعثات حفظ السّلام التَّابِعَة لِلأُمَم المتَّحدة.
يحمل الرَّئِيس الهندي رتبة القائد الأعلى لسلاح الجو الهندي،  ويَبلغَ عدد أفرادها 139,576 فرد،  ويُعد رَئِيس الأركان الجوية مسؤولًا عَن القيادة العملياتية للقوات الجوية، وَهُو قائد جوي برتبة أربع نجوم.

## المهام
1. 1933–1942
2. 1942–1945
3. 1947–1950
4. 1950 – الآن

تطور شعار القوات الجوية الهندية على مر السنين:

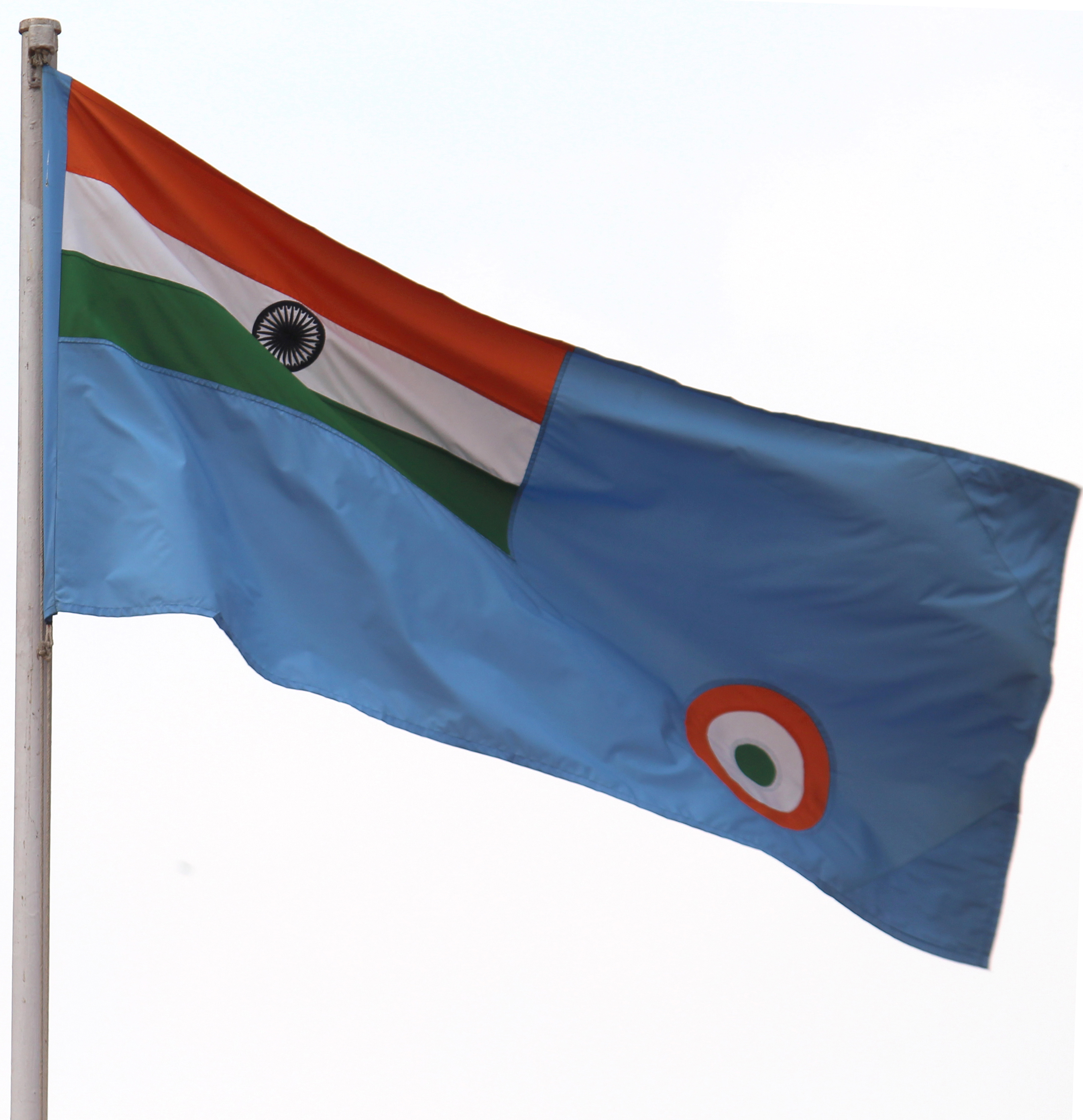
علم سلاح الجو الهندي عند بوابة الهند في نيودلهي

تُحدد مهمة سلاح الجو الهند بموجب قانون القوات المسلَّحة لعام 1947، والدستور الهندي، وقانون القوات الجوية لعام 1950،  بأنَّ يُدافع عَن الهند وكلّ جُزء مِنهَا، والاِستِعدَاد للدفاع عَنهَا، واتخاذ جَمِيع الأفعال الَّتِي قد تكون مواتية في أوقات الحرب، وأنَّ يعمل على تَعزِيز المصالح الوطنيَّة بالتَّكامُل مَع الفروع الأُخرى للقوات المسلَّحة، ويُوفِر سلاح الجو دعمًا جويًا للجيش الهندي في ساحة المعركة، ويُوفِر قُدرات نَقل جوي إستراتيجيَّة وتكتيكية.
يعمل سلاح الجو الهندي بأطقمه المدربة تدريباً عالياً، وطياريه، وإمكانيته للوصول إلى الأصول العسكريَّة الحديثة، على تَوفِير الاستجابة السريعة لعمليات الإجلاء وعمليات البَحث والإنقاذ وتسليم إمدادات الإغاثة إلى المناطق المُتضررة عبر طائرات الشحن. وَخِلَال الكَوَارِث الطَّبيعية قدمت القوات الجوية الهنديَّة مُسَاعَدَة واسعة النطاق لعمليات الإغاثة في إعصار غوجارات في عام 1998، وتسونامي 2004، وفيضانات شَمَال الهند في عام 2013. وقدمت مهام إغاثة أُخرى مِثل عَملِيّة قوس قزح في سريلانكا.

## التاريخ

### التشكيل والطيارون الأوائل

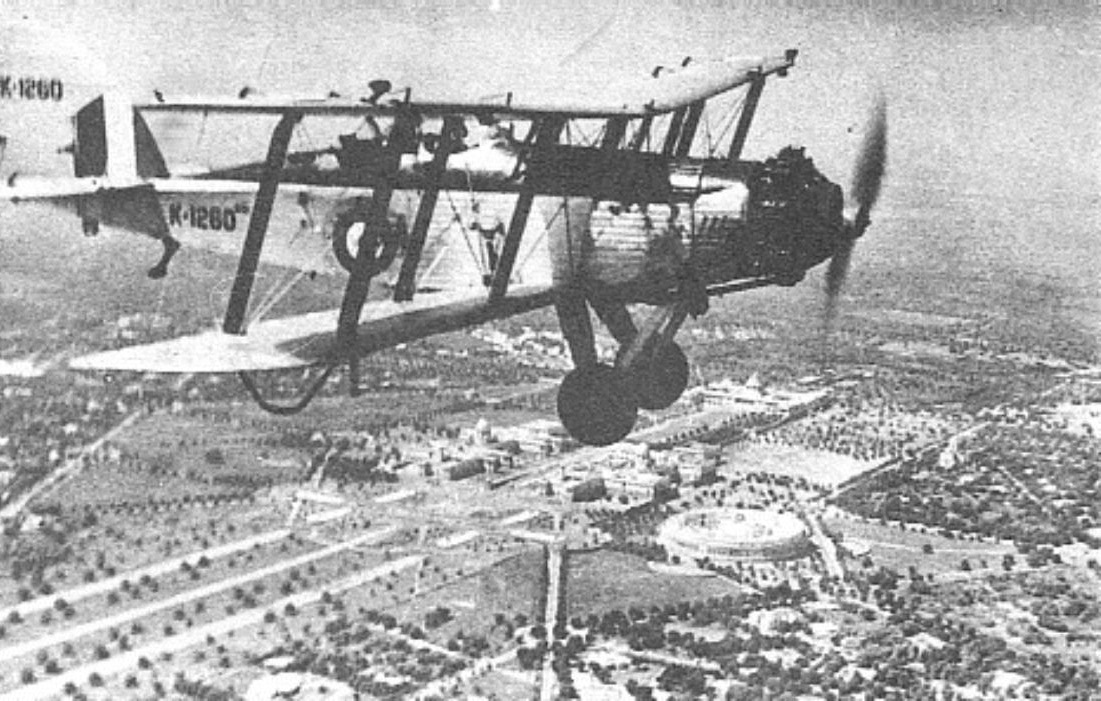
طائرة ويستلاند وابيتي من أولى طائرات سلاح الجو الهندي

تأسّست القوات الجوية الهنديَّة في 8 أكتوبر 1932 في «الهند البريطانيَّة» كقوة جوية مُسَاعَدَة لسلاح الجو الملكيّ،  ونص قانون سلاح الجو الهندي لعام 1932  على وضعها المساعد، وفرض اِعتِماد الزي الرسميّ للقوات الجوية الملكيّة والشارات،  وَفِي 1 أبريل 1933 قامت القوات الجوية الهنديَّة بتكليف أول سرب لَهَا «السرب رقم 1» المكون من أربع طائرات ويستلاند وابيتي وخمسة طيارين هنود، وقد كَان الطيارون الهنود تحت قيادة الضابط البريطانيّ القائد في سلاح الجو الملكيّ البريطانيّ (لاحقًا نائب المارشال الجوي) سيسيل باوتشييه.

### الحرب العالمية الثانية (1939-1945)
لعبت القوات الجوية الهنديَّة خِلال الحرب العالمية الثانية دورًا أساسيًا في وقف تقدم الجيش الياباني في بورما، حيثُ نفذت أول غارة لَهَا على القاعدة العسكريَّة اليابانيّة في أراكان، وتوالت غاراتها ضدَّ القَوَاعِد الجوية اليابانيّة في ماي هونغ سون، وتشيانغ ماي، وتشيانغ راي شَمَال تايلاند، وإضافة إلى الضربات الجوية، فَقَد شَارَك في تَقديم الدعم الجوي القريب، والاستطلاع الجوي، ومرافقة القاذفات، وتحديد المسار لقاذفات سلاح الجو الملكيّ البريطانيّ، والقاذفات الثقيلة التَّابِعَة للقوات الجوية الأمريكيَّة في مسرح العمليَّات في بورما،  وشارك سلاح الجو الهندي أيضًا في العمليَّات الجوية في شَمَال إفريقيا، وأُورُوبَّا،  وتوسع سلاح الجو الهندي خِلال الحرب بشكل كَبِير، وأضاف إلى أسطوله العديد من الطائرات مِنهَا «فولتي فنجنز»، ودوغلاس سي-47 سكاي ترين، وهوكر هوريكان، وسوبرمارين سبتفاير، وويستلاند ليساندر.
تطوع نَحو 200 هندي مُقيم في بريطانيًا للانضمام إلى سلاح الجو الملكيّ البريطانيّ والقوات الجوية النسائيَّة المُساعدة، ومن أبرز المُتطوّعين الرقيب «شايليندرا إكناث سوكثانكار» الَّذِي عَمَل كملاح في السرب رقم 83، وقُلد بوسام «صليب الطَّيَرَان المتميز» في 14 سبتمبر 1943، بَعد أن أكمل 45 عَملِيّة مِنهَا 14 عَملِيّة على متن القاذفة «أفرو لانكاستر R5868»، وانضمت السيدة الهنديَّة المسلمة نور النساء عنايت خان إلى «القوات الجوية النسائيَّة المُساعدة» في نوفمبر 1940، وخدمت كعميل سري مَع منظمة تنفيذ العمليات الخاصة في فرنسا، حتَّى وقَّعت في قبضة القوات النازية، الَّتِي اقتادتها للسجن، وأُعدمت في 13 سبتمبر 1944،  وأعارت بريطانيًا العديد من المُتطوّعين للهند أو نقلتهم إلى سلاح الجو الهندي، مِثل قائد السرب «موهيندر سينغ بوجي» الَّذِي قاد السرب الرابع التابع للقوات الجوية الهنديَّة في بورما.
أكد القائد الأعلى السير «كلود أوكنلك» رئيس أركان الجيش الهندي لعام 1942 أنه «لم يكن ممكنًا لبريطانيا الصمود خلال الحربين العالميتين دون دعم الجيش الهندي».
وتقديراً للخدمة الشَّجَاعِة الَّتِي قدمتها القوات الجوية الهنديَّة، مَنح الملك جورج السادس البادئة «رويال» في عام 1945، وأُشير لسلاح الجو الهندي بِاِسم «سلاح الجو الملكيّ الهندي» الَّذِي استمر حتَّى إعلان جمهورية الهند في 1950.

### السنوات الأولى للاستقلال (1947-1950)

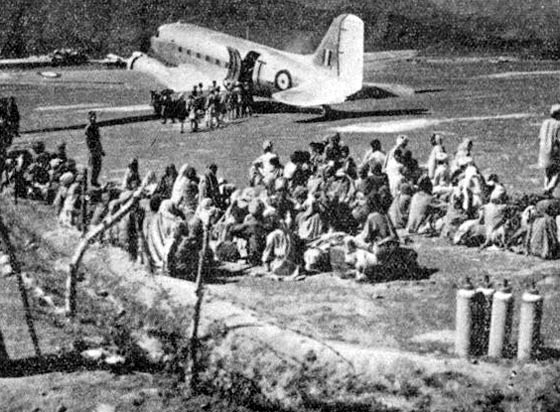
لاجئون ينتظرون إجلائهم عبر سلاح الجو الهندي في مهبط طائرات بونش في ديسمبر 1947

قُسمت الهند البريطانيَّة بَعد استقلالها عَن الإمبراطورية البريطانية في عام 1947 إلى دولتي دومينيون الهند ودولة باكستان، وقُسمت القوات الجوية بَين البلدين، واحتفظت القوات الجوية الهنديَّة بِاِسم «سلاح الجو الملكيّ الهندي»، ونُقلت ثلاثة أسراب إلى سلاح الجو الملكيّ الباكستاني.
واندلع صراع بَين البلدين حول مِنطَقَة ولاية جامو وكشمير الأميريَّة، وَمَع انتقال القوات الباكستانيَّة إِلَيهَا، قرَّر المهراجا الانضمام إلى الهند وطلب المُساعدة العسكريَّة. وَفِي اليوم التالي نقلت القوات الجوية الملكيّة الهنديَّة قواتها إلى الولاية الأميريَّة،  وأدى ذَلِك لاندلاع حرب واسعة النطاق بَين الهند وباكستان على الرغم من عَدَم إعلانها رسميًا،  وَلَم تشتبك القوات الجوية للبلدين في قتال جوي، لكنّها قدمت دعمًا للقوات على الأرض.

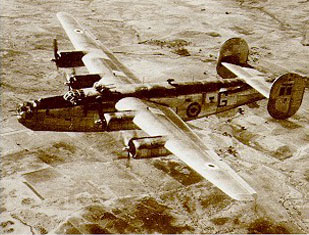
قاذفة ثقيلة من طراز كونسوليداتيد بي-24 ليبراتور فوق هضبة الدكن في أوائل الخمسينيات من القرن الماضي

حذفت القوات الجوية كلمة «مَلِكِيَّة» من اسمها عَندَمَا أصبَحَت الهند جُمهُورِيَّة في عام 1950، 

### أزمة الكونغو وضم غوا (1960–1961)
في 1960 انتهى حكم بلجيكا في الكُونغُو الَّذِي دام 75 عامًا، ودخلت البلاد في أزمة واسعة النطاق،  وشارك سلاح الجو الهندي لدعم عملية الأمم المتحدة في الكونغو، عبر «السرب الخامس» المُجهز بطائرات إنجلش إلكتريك كانبيرا، وبدأ السرب بمهام تشغيلية في نوفمبر،  وسُرعان مَا دمر سرب طائرات كانبيرا القوات الجوية المتمردة وقدمت الدعم الجوي للقوات البرية لِلأُمَم المتَّحدة،  وظل السرب يعمل من ليوبولدفيل وكامينا حتَّى انتهاء مهمة الأُمَم المتَّحدة في عام 1966.
في أواخر عام 1961 قرَّرت الحُكومة الهنديَّة مهاجمة مستعمرة جوا البرتغاليَّة بَعد سنوات من الخلاف بَين نيودلهي ولشبونة،  وقدم سلاح الجو الهندي الدعم للقوات البرية في «عَملِيّة فيجاي»، وحاول سلاح الجو سحب مقاتلات سلاح الجو البرتغالي عبر تَنفِيذ طلعات استكشافية من 8 إلى 18 ديسمبر،  وَفِي 18 ديسمبر قصفت قاذفات سلاح الجو الهندي من طراز إنجلش إلكتريك كانبيرا مدرج «مطار دابوليم»،  وهاجم الطيارون المحطّة اللاسلكيَّة في بامبوليم، واستخدم سلاح الجو طائرات دي هافيلاند فامباير لتوفير الدعم الجوي للقوات البرية،  واستخدمت قاذفات داسو ميستير الرابعة لضرب مواقع المدفعيَّة البرتغاليَّة،  وقصفت مقاتلات داسو أوراجان مدارج «ديو»، ودمرت برج المُراقبة والمحطّة اللاسلكيَّة ومحطة الأرصاد الجوية.

### النزاعات الحدودية والتغييرات في سلاح الجو الهندي (1962-1971)

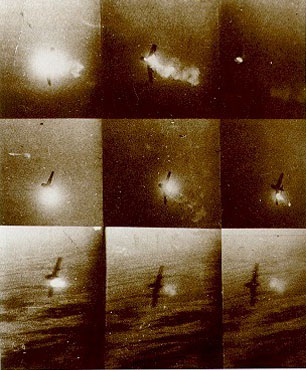
طائرة إف-86 سابر باكستانية أسقطتها القوات الجوية الهندية في معركة في سبتمبر 1965 خلال حرب 1965

تصاعدت الخِلافات الحُدوديَّة بَين الصين والهند في عام 1962، واندلعت الحرب الصينية-الهندية عَندَمَا حشدت الصين قواتها على الحدود الهنديَّة،  وَخِلَال الحرب فشلَ المُخططون العسكريّون الهنود في نَشر سلاح الجو الهندي واستخدامه بشكل فعال ضدَّ القوات الصينيَّة الغازيّة، فخسرت الهند العديد من الفُرَص لصالح الصين، خاصَّة في جامو وكشمير.
في 24 أبريل 1965 ضل طيار هندي وتحاوز الحدود الباكستانيَّة، وأجبرته طائرة إف-104 ستارفايتر باكستانيَّة على الهبوط، وأعادت الطيار إلى الهند، واحتفظت بالطائرة، وانتهى بِهَا المطاف في متحف القوات الجوية الباكستانيَّة في بيشاور.
أَطلَقَت باكستان «عَملِيّة جبل طارق» في عام 1965 وهي عَملِيّة استراتيجيَّة لباكستان للتسلل إلى جامو وكشمير لبدء تمرد ضدَّ الحُكم الهندي، وأندلعت حرب كشمير الثانيَّة،  ومثلت الحرب الأولى الّتِي يخوضها سلاح الجو الهندي بنشاط مَع قوة جوية معادية،  ونفذ سلاح الجو الهندي غارات ضدَّ قَوَاعِد القوات الجوية الباكستانيَّة في عمق الأراضي الباكستانيَّة،  وتعرَّضوا لنيران مضادات الطائرات،  وَخِلَال فَترَة الصِراع توفقت القوات الجوية الباكستانيَّة تكنولوجيًا على سلاح الجو الهندي، وحققت ميزة استراتيجيَّة وتكتيكية كَبِيرَة بسبب الهجوم المُفاجئ، والتقدم التكنولوجي،  وأوقفت الحُكومة الهنديَّة نشاط سلاح الجو الهندي في القِطَاع الشرقي ونشرت جُزء كَبِير من قوتها في القِطَاع ذاته تحسبًا لِأَيّ تدخَّل صيني،  وَمَع ذَلِك فَقَد مَنع سلاح الجو الهندي القوات الجوية الباكستانيَّة من اكتساب التفوق الجوي في مَنَاطِق الصِراع،  وأثبتت «آي أيه إف فولاند جنات» فعاليّتها ضدَّ طائرات إف 86 سابر الباكستانيَّة، وَمَع توقف الحرب خسر سلاح الجو الهندي 60-70 طائرة، بينما خسر سلاح الجو الباكستاني 43 طائرة،  وكانت 60% من خسائر الهند أَثناء تنفيذها مهام هجوم أرضي.

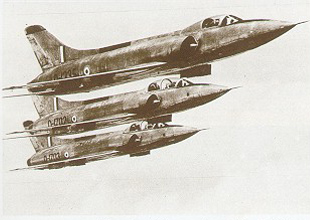
طائرات "هال إتش إف 24 ماروت" أول طائرة مقاتلة محلية الصنع تدخل الخدمة في سلاح الجو الهندي

بَعد حرب عام 1965 خضع سلاح الجو الهندي لسلسلة من التغييرات لتحسين قدراته، وَفِي عام 1966 تم إِنشاء «فوج المغاوير بارا»،  ولزيادة قدرتها على التوريد اللوجيستي وعمليات الإنقاذ، أدخلت القوات الجوية الهنديَّة 72 طائرة من طراز هوكر سايدلي إتش أس 748 بنتها شركة هندوستان آيرونوتيكس بَعد حصولها على ترخيص من أفرو. وأدخلت «هال إتش إف 24 ماروت» الّتِي صممها مهندس الطّيَرَان الألماني الشهير كورت تانك،  وعملت شّركَة هندوستان آيرونوتيكس على تَطوِير نسخة مُحسَنَة من فولاند جنات عُرفت بِاِسم «هال آجيت»،  وأدخلت مقاتلات سوفيتيَّة من طرازي سوخوي سو-7، وميج 21.

### حرب تحرير بنجلاديش (1971)

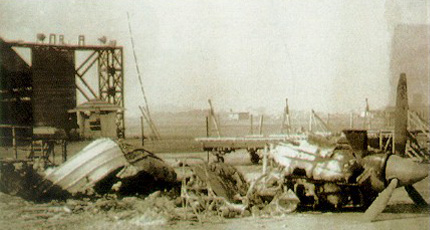
حظيرة طائرات القوات الجوية الباكستانية في مطار دكا بعد هجوم جوي للقوات الجوية الهندية في ديسمبر 1971

بحلول أواخر عام 1971، أندلعت حرب الاستقلال البنغلاديشية بَين الهند وباكستان بَعد تَكثيف نشاط حَرَكَة الاستِقلال في باكستان الشرقية،  وقبل عِشرَة أيام من بدء حرب واسعة النطاق، هاجمت أربع طائرات من طراز نورث أمريكان إف-86 سابر في 22 نوفمبر 1971 مواقع هنديَّة وَحَرَكَة باهيني في غاريبور، وأسقطت مقاتلات فولاند جنات التَّابِعَة لسلاح الجو الهندي طائرتين من المهاجمات، وألحقت الضَّرَر بالثالثة،  وَفِي 3 ديسمبر أَعلَنَت الهند الحرب ضدَّ باكستان بَعد شن باكستان ضربات استباقية ضدَّ مُنشآت القوات الجوية الهنديَّة في سريناغار وأمبالا وسيرسا وهالوارا وجودبور،  وسُرعان مَا رد سلاح الجو الهندي على الضربات الجوية الباكستانيَّة.

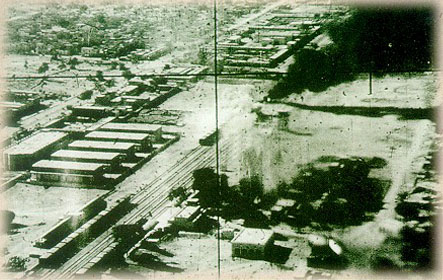
سلاح الجو يهاجم منشآت السكك الحديدية في غرب باكستان في ديسمبر 1971

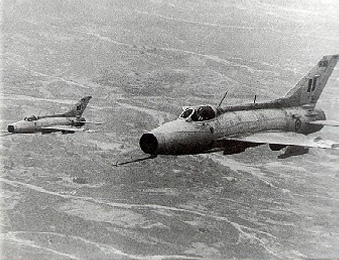
زوج من طائرات ميج 21 خلال حرب عام 1971

خِلال الأسبوعين الأولين من الحرب نفذ سلاح الجو الهندي نَحو 12 ألف طلعة جوية فوق شَرق باكستان، وقدم دعمًا جويًا وثيقًا للجيش الهندي،  وساعد البحرية الهندية في عملياتها ضدَّ البحريَّة الباكستانيَّة ووكالة الأَمن البحري في خليج البنغال وبحر العرب، وعلى الجبهة الغَربيَّة، دمر سلاح الجو الهندي أَكثَر من 20 دبابة باكستانيَّة،  وأربع ناقلات مصفحة خِلال معركة لونجوالا. ونفذت قصفًا استراتيجيًا على غَرب باكستان من خِلال غارات على مُنشآت نفطية في كراتشي وسد مانجلا ومحطة غاز في السند. وحقق سلاح الجو الهندي تفوقًا جويًا كاملاً على الجبهة الشرقيَّة، وتعرَّضت مصانع الذخائر والمدارج وَغَيرَهَا من المناطق الحيويَّة في شَرق باكستان لأضرار بالغة. وبحلول وَقت استسلام القوات الباكستانيَّة، كَان سلاح الجو الهندي قد دمر 94 طائرة تَابِعَة لسلاح الجو الباكستاني،  ولجأت الطائرات الباكستانيَّة الناجية إلى قَوَاعِد جوية إيرانيَّة،  وَبَعد سقوط دكا في 15 ديسمبر، انتهت الأَعمَال العدائيَّة رسميًا في الساعة 14:30 بتوقيت جرينتش يوم 17 ديسمبر، وطالبت الهند بمكاسب كَبِيرَة من الأراضي في غَرب باكستان (على الرغم من الاعتراف بحدود مَا قَبل الحرب بَعد الحرب)، وتمَّ تَأكِيد اِستِقلال الجناح الشرقي لباكستان كما تأكدت بنغلاديش،  وكانت أَكثَر من 80% من طلعات سلاح الجو الهندي البالغة 16 ألف طلعة، عِبَارَة عَن دعم وثيق وحظر، ووفقًا لتقديرات محايدة فَقَد خسرت الهند 45 طائرة، بينما خسرت باكستان 75 طائرة. ويعود عَدَم التوازن في الخسائر الجوية لمعدل طلعات سلاح الجو الهندي المرتفع، ولتركيزه على مهام الهجوم الأرضي، حيثُ فقدت باكستان على الأرض أَكثَر 9000 قتيل، وأصيب 25 ألف آخرين، بينما فقدت الهند 3000 قتيل وأصيب 12 ألف آخرين،  وَفِي أواخر الحرب ألقت طائرات النَّقل الهنديَّة منشورات فوق دكا تدعوا القوات الباكستانيَّة للاستسلام.

### حوادث قبل كارجيل (1984-1988)
أَطلَقَت الهند «عَملِيّة ميجدوت» في 13 أبريل 1984 للسيطرة على نهر سياشين الجليدي في مِنطَقَة كشمير المتنازع عَلَيهَا،  ونقلت طائرات الهليكوبتر ميل مي-8 وإيروسباسيال ألويت الثالثة و«شيتا» المئات من القوات الهنديَّة إلى سياتشين،  وكانت العملية فريدة من نوعها بسبب تضاريس ومناخ سياتشين، وكانت العملية ناجحة، ونظرًا لعدم نَشر أي من البلدين قوات عسكرية في اَلمِنطَقَة بموجب اتفاقية سابقة، فَقَد سيطرت الهند على كامل النهر البالغ طوله 70 كيلومتر (43 ميل) والأنهار الجليديّة الرافدة لَه، وعلى الممرات والمُرتفَعات الرَئِيسيّة في «سالتورو ريدج» الواقعة غَرب النهر الجليدي، وتسيطر باكستان على الوديان الجليديّة غَرب سِلسِلَة جبال سالتورو. وبحسب مجلّة التايم، فَقَد سيطرت الهند على أَكثَر من 1,000 ميل مربع (2,600 كـم2) في سياشين.

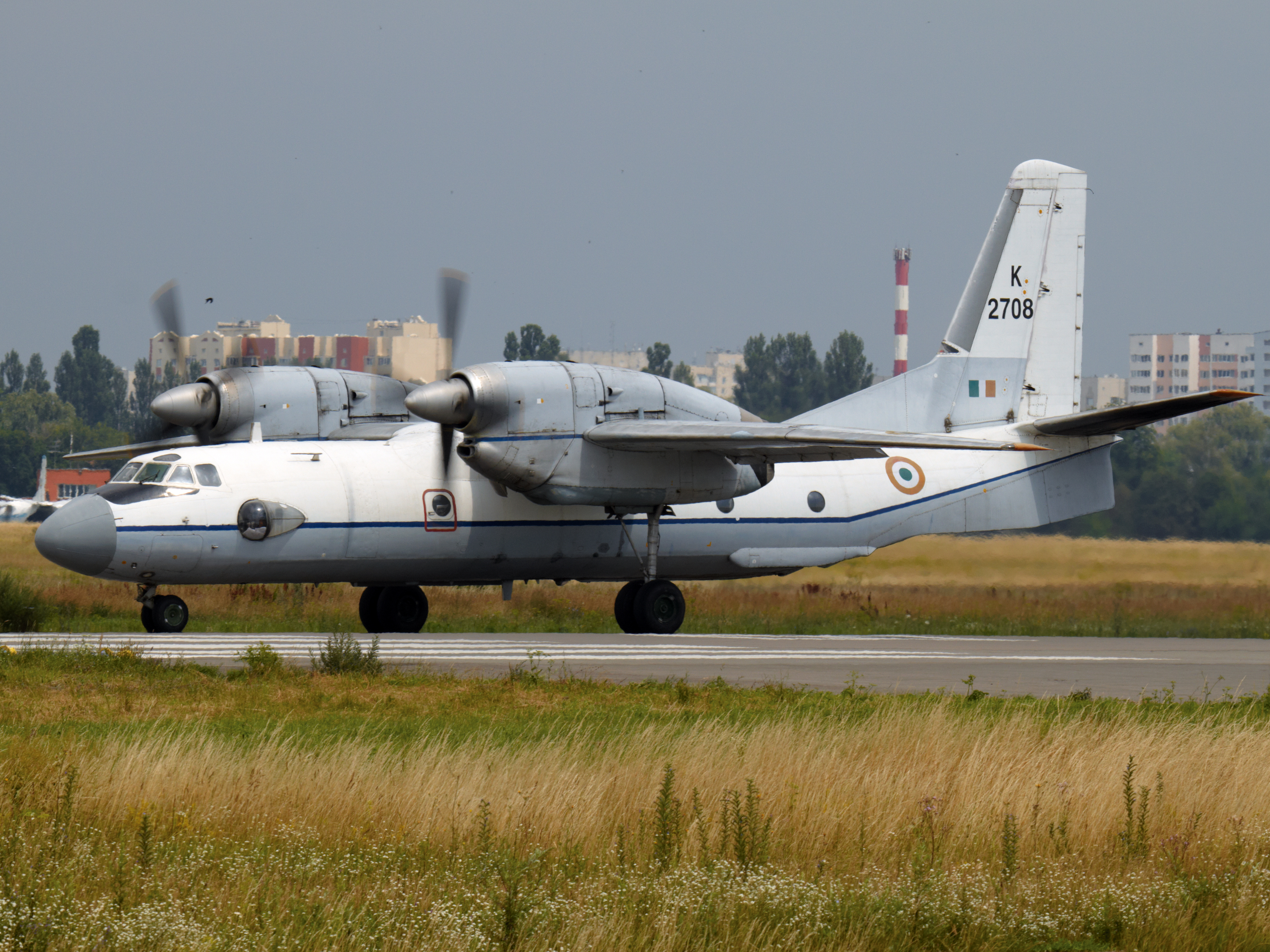
تم استخدام طائرات أنتونوف أن-32 التابعة لسلاح الجو الهندي لإنزال الإمدادات الإنسانية في عملية بومالاي

قرَّرت الحُكومة الهنديَّة إِجرَاء إنزال جوي للإمدادات الإنسانيَّة مساء يوم 4 يونيو 1987،  خِلال الحرب الأهلية السريلانكية،  حيثُ نفذت خمس طائرات من طراز أنتونوف أن-32 ترافقها أربع طائرات ميراج 2000، وَلَم تواجه العملية معارضة من القوات المسلَّحة السريلانكيَّة،  واتهمت سريلانكا الهند بارتكاب «انتهاك صارخ للسيادة»،  فيمَا أصرت الهند على أن تصرفها كَان إنسانيًا.
في 1987 دعمت القوات الجوية الهنديَّة «قوة حفظ السّلام الهنديَّة» في شَمَال وشرق سريلانكا في عَملِيّة باوان، ونفذت قوة النَّقل والمروحيات نَحو 70 ألف طلعة جوية لدعم 100 ألف جندي،  وحافظت طائرات الأنتونوف على ارتباط جوي مستمر بَين القَوَاعِد الجوية في جَنُوب الهند وشمال سريلانكا لنقل الأَفرَاد وَالمُعَدَّات والتغذية وإجلاء الضحايا،  دعمت طائرات «مي-8» القوات البرية ونقلت الإِدَارَة المدنيّة السريلانكيَّة خِلال الانتخابات.
في ليلة 3 نوفمبر 1988 نقلت القوات الجوية الهنديَّة مَجمُوعَة كتيبة مظلات جوًا من أغرة لمسافة 2,000 كيلومتر (1,200 ميل) إلى أرخبيل جَزَر المالديف النائي في المُحِيط الهندي بَعد طلب رَئِيس جَزَر المالديف عبد مأمون عبد القيوم المُساعدة العسكريَّة ضدَّ غزو المُرتزقة، وهبطت طائرات إليوشن إي أل-76 من السرب رقم 44 في هولهول، وعمل المظليين الهنود على تأمين المطار واستعادة سلطة الحُكومة في مالي في غضون ساعات.

### حرب كارجيل (1999)
أستدعت القوات المسلَّحة الهنديَّة سلاح الجو في 11 مايو 1999 لتقديم الدعم الجوي للجيش الهندي في ذروة نزاع كارجيل،  وأطلق سلاح الجو «عَملِيّة صفد ساجار»،  وشن ضربته الأولى في 26 مايو على مواقع للمتسللين بطائرات مقاتلة وطائرات هليكوبتر،  ونفذت طائرات ميج-27 طلعات هجومية، وعملت طائرات ميكويان-جوريفيتش ميج-21 وميكويان ميج-29 على تَوفِير الغطاء الجوي،  كما نشرت القوات الجوية الهنديَّة رادارات ومقاتلات ميغ 29 لِمُرَاقِبَة التحرُّكات العسكريَّة الباكستانيَّة عبر الحدود،  وأغلقت مطار سري نكر أمام الحركة الجوية المدنيّة، وخصصته للقوات الجوية الهنديَّة.
في 27 مايو خسر سلاح الجو الهندي طائرتي ميج 21 ووميغ 27،  وَفِي اليوم التالي أسقطت القوات المُعَادية طائرة من طراز «مي-17» بثلاثة صواريخ من طراز ستينغر وقتل طاقمها المكون من أربعة أفراد،  وأوقفت القوات الجوية الهنديَّة طائرات الهليكوبتر من الأَعمَال الهُجوميَّة، وَفِي 30 مايو أدخلت طائرات ميراج 2000 في الأَعمَال الهُجوميَّة، حيثُ تقدم أداء أفضَل في الارتفاعات العالية في مِنطَقَة الصِراع، وكانت أفضَل في مُوَاجَهَة منظومات الدِفَاع الجوي المَحمُولة مقارنةً بطائرات ميج، ومكنت سلاح الجو الهندي من تَنفِيذ غارات جوية في الظلام،  وأرسلت طائرات ميج-29 لتوفير المُرافقة لطائرات ميراج 2000،  استهدفت طائرات ميراج بِنجاح معسكرات العدو والقَوَاعِد اللوجستيَّة في كارجيل، وعطلت خطوط الإمداد،  ونفذت طائرات ميراج غارات على «مونثو دالو» و«تل تايجر» ومهدت الطريق لاستعادتها في وَقت مُبَكِر،  وَفِي ذروة الصِراع بَلَغَت طلعات سلاح الجو الهندي أَكثَر من أربعين طلعة جوية فوق مِنطَقَة كارجيل بشكل يومي،  وبحلول 26 يوليو نجحت القوات الهنديَّة في صد القوات الباكستانيَّة من مِنطَقَة كارجيل.

### حوادث ما بعد كارجيل (1999 إلى الوقت الحاضر)
حدثت القوات الجوية الهنديَّة أسطولها لِمُوَاجَهَة التحدّيات مُنذ أواخر التسعينات، وبسبب خروج الطائرات القديمة انخفض أسطولها إلى 33 سرب، بينما احتفظت برابع أكبر قوة جوية فِي العَالم، ويُخطط سلاح الجو لِزِيادَة قوته إلى 42 سربًا.
في 10 أغسطس 1999 اعترضت ميج-21 طائرة باكستانيَّة من طراز بريغيه اتلانتيك أَثناء تحليقها فوق اَلمِنطَقَة المتنازع عَلَيهَا «كريك سير»، وأسقطتها وقُتل جَمِيع أفرادها البالغ عددهم 16 فردًا من أفراد البحريَّة الباكستانيَّة. وقالت الهند أن الطائرة كَانَت في مهمة لجمع معلومات حول الدفاعات الجوية الهنديَّة، بينما رفضت باكستان التهمة، وقالت إن الطائرة غير المسلَّحة كَانَت في مهمة تدريبية.
في 2 أغسطس 2002 قصف سلاح الجو الهندي مواقع باكستانيَّة على طُول خط السيطرة في قطاع كيل، بَعد قدوم تعزيزات عسكرية باكستانيَّة بالقرب من القِطَاع.
في 20 أغسطس 2013 حقَّقَ سلاح الجو الهندي رقماً قياسياً عالمياً من خِلال تسجيل أعلى هبوط لطائرة C-130J في مهبط طائرات دولت بيج أولدي في لداخ على ارتفاع 5,065 متر (16,617 قدم)،  وتنتمي الطائرة إلى «سرب فيلد فايبرز» المتمركز في محطّة هندون الجوية.

#### ضربات بالاكوت الجوية 2019
في أعقاب التوترات المُتصاعدة بَين الهند وباكستان بَعد هجوم بولواما 2019 الّذِي نفذه جيش محمد وأسفر عَن مقتل 46 جندي من قوة الشرطة الاحتياطية المركزية،  شنت طائرات ميراج 2000 تَابِعَة لسلاح الجو الهندي غارات جوية على قَوَاعِد جيش محمد في تشاكوتي ومظفر أباد في مِنطَقَة كشمير الخاضعة للإدارة الباكستانيَّة، واستهدفت معسكر مزعوم للتدريب في بلدة بالاكوت في مقاطعة خيبر باختونخوا الباكستانيَّة، فيمَا زعمت باكستان أن الطائرات الهنديَّة أسقطت قنابلها على مِنطَقَة الغابات لتدمير أشجار الصنوبر بالقرب من «قرية جبع» الّتِي تبعد نَحو 19 كيلومتر (12 ميل) عَن بالاكوت،  فيمَا قَالَت القوات الهنديَّة انها قتلت عدد كَبِير من الإرهابيين في الغارات الجوية.

#### المواجهة بين الهند وباكستان 2019
في 27 فبراير 2019 شنت مقاتلات باكستانيَّة من طراز داسو ميراج 5 وجيه إف-17 ثاندر غارات جوية على أهداف برية معينة حدودية، واعترضتها مقاتلات سوخوي سو-30 وميج-21 هنديَّة، وقالت الهند انها اسقطت طائرة «إف 16» باكستانيَّة، بينما نفت باكستان اِستِخدام طائرات «إف 16» في العملية،  وقالت إنها أسقطت طائرتين هنديتين من طراز «ميج 21» و«سوخوي سو-30»، ونفى المسؤولون الهنود سقوط طائرة «سوخوي سو-30»، وأنَّ باكستان تهدف لتغطية إسقاط الهند لطائرتها من طراز «إف 16»، وأكدوا سقوط طائرة «ميج 21» هنديَّة،  وهبط الطيار الهندي في كشمير الخاضعة للإدارة الباكستانيَّة، وأعتدى عليه السكان المَحَليِين قَبل أن يأسره الجيش الباكستاني، وأطلقت باكستان سراحة بَعد يومين وفقًا لالتزامات اتفاقية جنيف الثالثة. وَفِي أبريل 2019 ذكرت مجلّة فورين بوليسي عَن مسؤولين أمريكيين أنَّه لَم يُكشف عَن سقوط أي مقاتلة باكستانيَّة من طراز إف-16.

## القيادة والتنظيم
الرئيس الهندي هو القائد الأعلى للقوات المسلحة الهندية وبحكم هذه الحقيقة هو القائد العام للقوات الجوية الوطنية.
| المنصب                          | شاغل المنصب                                                |
| ------------------------------- | ---------------------------------------------------------- |
| رئيس هيئة الأركان الجوية        | قائد القوات الجوية المارشال فيفيك رام تشوداري [الإنجليزية] |
| نائب رئيس هيئة الأركان الجوية   | المارشال الجوي سانديب سينغ.                                |
| نائب رئيس الأركان الجوية        | المارشال الجوي نارمديشوار تيواري.                          |
| ضابط جوي مسؤول عن الإدارة       | المارشال الجوي فيجاي بال سينغ رانا.                        |
| ضابط جوي مسؤول عن شؤون الأفراد  | المشير الجوي سوراج كومار جها.                              |
| ضابط جوي مسؤول عن الصيانة       | المارشال الجوي فيباس باندي.                                |
| مدير عام العمليات الجوية        | المارشال الجوي بانكاج موهان سينها.                         |
| مدير عام التفتيش وسلامة الطيران | المارشال الجوي غورتشاران سينغ بيدي.                        |
| مدير عام الخدمات الطبية (جوي)   | المشير الجوي براشانت بهارادواج.                            |

في يناير 2002 منحت الحكومة الهندية رتبة مشير جوي للضابط «أرجان سينغ» وأصبح أول ضابط من فئة الخمس نجوم في سلاح الجو الهندي والقائد الشرفي للقوات الجوية.

### التنظيم
تشغل القوات الجوية الهنديَّة خمس قيادات عملياتية، وقيادتين تدريبيتين، ويرأس كلّ «قيادة عملياتية» قائد عام، وَهُو ضابط برتبة مشير جوي، وتختصُّ كلّ قيادة عملياتية بإجراء العمليَّات العسكريَّة داخل مِنطَقَة مسؤوليتها، في حِين تتمثل مهام «القيادات التَّدرِيبِيَّة» في الحفاظ على الجاهزية القتاليَّة، وَيَتِمّ إِجرَاء تدريب الطَّيَرَان الأَسَاسِي في «أكاديميَّةً القوات الجوية» في حيدر أباد، ويليها تدريبات عَملِيّة في مدارس أُخرى مختلفة، كما يتلقى الضباط تدريبات متقدمة لشغل مناصب قيادية في «كلية أركان خِدمات الدِفَاع»، وتقع مدارس تدريب الطَّيَرَان المُتقدمة المُتخصِصة في بيدار، وكارناتاكا وهاكيمبت، وتيلانجانا، وتتواجد المدارس الفنية في عدَّة مواقع أُخرى.
| القيادة                                | المقر                          | القائد                              |
| القيادات العملياتية                    | القيادات العملياتية            | القيادات العملياتية                 |
| -------------------------------------- | ------------------------------ | ----------------------------------- |
| القيادة الجوية المركزيَّة (CAC)          | الله أباد، أوتار براديش        | المارشال الجوي ريتشارد جون داكويرث. |
| القيادة الجوية الشرقيَّة (EAC)           | شيلونج، ميغالايا               | المارشال الجوي ديليب كومار باتنايك. |
| القيادة الجوية الجنوبيَّة (SAC)          | ثيروفانانثابورام، ولاية كيرالا | المشير الجوي جونالاجدا تشالاباتي.   |
| القيادة الجوية الجنوبيَّة الغَربيَّة (SWAC) | جانديناجار، غوجارات            | المارشال الجوي فيكرام سينغ.         |
| القيادة الجوية الغَربيَّة (WAC)           | نيو دلهي                       | المشير الجوي أميت ديف.              |
| القيادات التَّدرِيبِيَّة                     |                                |                                     |
| قيادة التَّدرِيب (TC)                     | بنغالور، كارناتاكا             | المارشال الجوي مانافيندرا سينغ.     |
| قيادة الصيانة (MC)                     | ناجبور، ماهاراشترا             | المشير الجوي شاشيكر شودري.          |

### التشكيلات العسكرية
الأجنحة: يُعتبر الجناح تشكيل وسيط بَين القيادة والسرب، وتتكوَّن بشكل عام من سربين أو ثلاثة أسراب من سلاح الجو الهندي، ووحدات هليكوبتر، ووحدات دعم القاعدة الأماميّة الَّتِي تعمل كقواعد جوية عابرة للعمليّات الروتينية، وَخِلَال الحرب يُمكِن تحويل وحدات الدعم لِقَوَاعِد جوية كَامِلَة تستضيف أسرابًا مختلفة. وإجمالًا تملك القوات الجوية الهنديَّة نَحو 47 جناح، و19 وَحدة دعم،  ويترأس الأجنحة ضابط برتبة عميد جوي.
المحطات أو القَوَاعِد: يتواجد في كلّ قيادة عملياتية من 9 إلى 19 قاعدة جوية أو محطة، وهي عِبَارَة عَن وحدات ثابتة يقودها قبطان مَجمُوعَة،  وتحتوي عادةً على جناح وَاحِد وسرب وَاحِد، أو سربان مخصصان لَهَا.
الأسراب والوحدات: يتكون السرب المقاتل من 18 طائرة، وتُعد الوحدة أو السرب وَحدة فرعيَّة تَابِعَة للقاعدة الجوية، ويرأس السرب المقاتل ضابط برتبة قائد جناح،  ويرأس أسراب النَّقل ووحدات المروحيات ضابط برتبة «نقيب مَجمُوعَة».
الرحلات الجوية: تتكون كلّ رحلة من قسمين، وتُعد الرحلة قسم فرعي تابع للسرب.
الأقسام: يُعتبر «القسم» أصغر وَحدة عسكرية، ويقودها ملازم طيران، ويتكوَّن كلّ قسم من ثلاث طائرات.
وتملّك القوات الجوية الهنديَّة عدَّة فروع خِدمَة للعمليّات اليومية مِنهَا الفَرع الطائر (طيران)، والفَرع الفني (هندسة)، والفَرع الأرضي (الخِدمات اللوجستيَّة، والإِدَارَة، والحسابات، والتَّعليم، وطب الأسنان، والطب، والأرصاد الجوية).

### جارود كوماندوز فورس

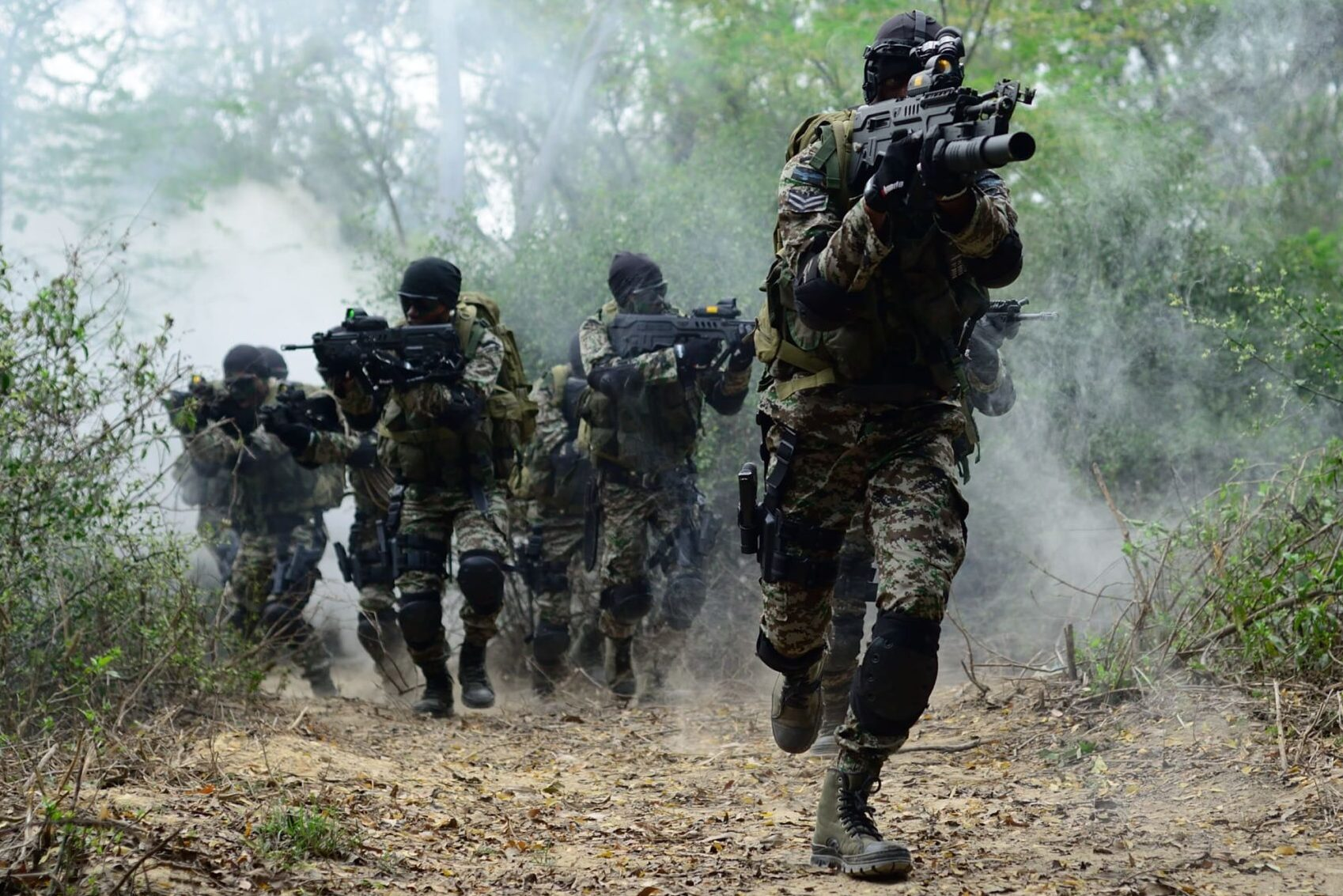
جارود كوماندوز فورس

تُعرف القوات الخاصّة لسلاح الجو الهندي بِاِسم جارود كوماندوز فورس [الإنجليزية]، وقد أنشأتها القوات الجوية لأول مرَّة في عام 2002، وشُكلت رسميًا في 6 فبراير 2004. وتشمل مهامها مكافحة الإِرهَاب، وإنقاذ الرهائن، وَتَوفِير الأَمن لأصول القوات الجوية الهنديَّة الواقعة في أَمَاكِن معرضة للخطر، والقيام بعمليات خاصَّة مختلفة، وإنقاذ الطيارين الذين سقطوا في الأراضي المُعَادية، وإنشاء قَوَاعِد جوية في أراضي معادية، وَتَوفِير مراقبة الحركة الجوية. وتتولَّى أيضًا قمع الدفاعات الجوية للعدو، وتدمير أصوله الأُخرى مِثل الرادارات، وتقييم نتائج الضربات الجوية الهنديَّة، وَاِستِخدام أدوات تَحدِيد الليزر لتوجيه الضربات الجوية الهنديَّة.
تلقى مُنتسبي القوات الخاصّة تدريبًا أساسيًا لمدَّة 52 أسبوع، تضَّمنت فَترَة اختبار لثلاثة أشهر، ثم تلقي التَّدرِيب الأَسَاسِي المَحمُول جواً، وتدريب العمليَّات الخاصّة، ومهارات الحرب وَغَيرَهَا، وتَشهد المَرحَلَة الأخيرة من التَّدرِيب الأَسَاسِي نَشر القوات الخاصّة للحصول على خِبرَة قتالية، ويتّبع تدريب متقدم يشمل التَّدرِيب على الأسلِحَة.

### خلية الفضاء المتكاملة
أنشأت الهند "خلية الفضاء المتكاملة [الإنجليزية]"، لخدمة الفروع الثلاث للقوات المسلَّحة الهنديَّة، ووزارة الفضاء المدنيّة، وَمُنَظَّمَة أبحاث الفضاء الهنديَّة،  وتهدف الخلية الفضائيّة المتكاملة لِتَنسِيق التَّعَاوُن بَين فروع القوات المسلَّحة والوِكَالات المدنيّة الَّتِي تتعامل مَع الفضاء.
تملك الهند عِشرَة أقمار صناعية للاستشعار عَن بَعد،  على الرغم من أنَّها ليست أقمار صناعية عسكرية، لكنّ بَعضُهَا يتمتع بدقة مكانية تَبلُغ 1 متر (3 قدم 3 بوصة) أو أقل، ويُمكن استِخدامُها للأغراض العسكريَّة، ومن الأقمار الصناعيّة الهنديَّة الجديرة بالذكر «ساتل التجارب التِكنولوجية» (TES) حيثُ يحتوي على كاميرا بانورامية بدقة 1 متر (3 قدم 3 بوصة)،  وساتل "RISAT-2" الَّذِي يتميز بقدرته على العَمَل في جَمِيع الظروف الجوية بدقة تَبلُغ 1 متر (3 قدم 3 بوصة)،  و«كارتوسات-2»، و«كارتوسات-2A»،  و«كارتوسات-2B» المزود بكاميرا بانكروماتيك بدقة 800 مليمتر (31 بوصة) بالأَبيَض والأسود فقط.

### الفرق الاستعراضية

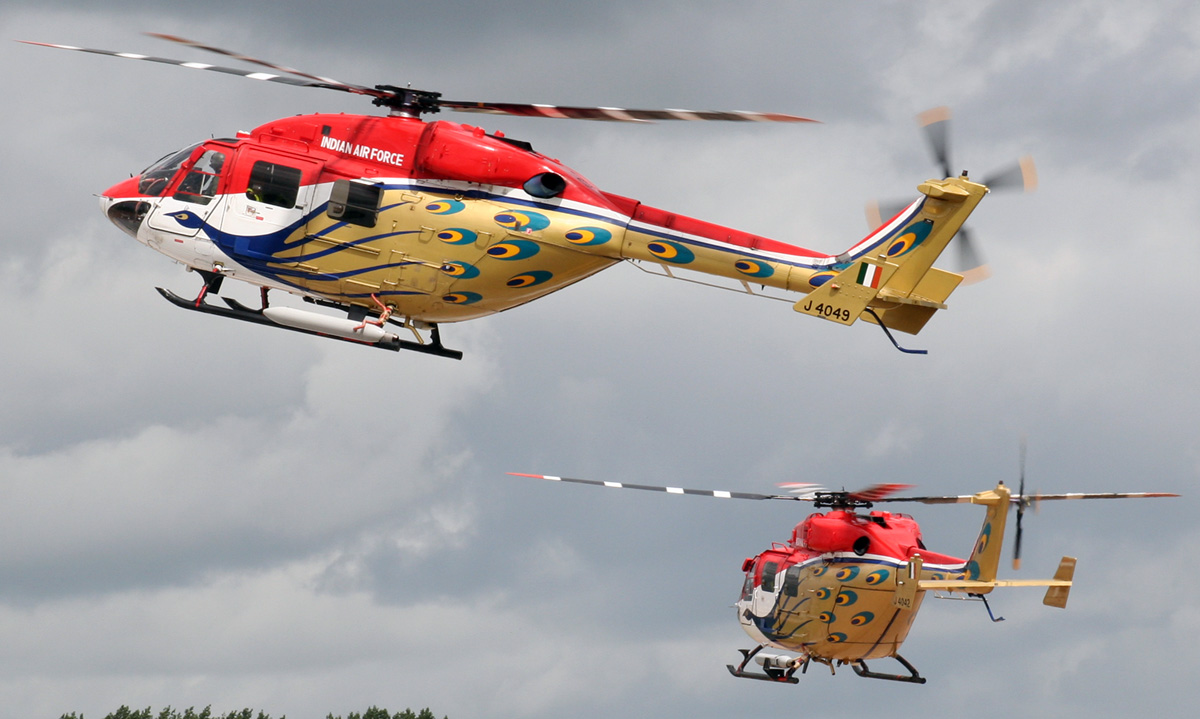
فريق الطاووس للاستعراض الجوي

فَرِيق سوريا كيران الاستعراضي (تعني "Surya Kiran" في اللغة السنسكريتية أشعة الشمس) هُو فَرِيق استعراض جوي تابع لسلاح الجو الهندي، وقد شُكلّ في 1996،  ويتكوَّن من 13 طيار تم اختيارهم بعناية من أفراد القوات الجوية،  ويتمركز الفَرِيق في محطّة القوات الجوية الهنديَّة في بيدار.
يُعد فَرِيق سارانج - الذي يعني «طاووس» بالسنسكريتيَّة - فَرِيق عرض طائرات هليكوبتر تابع لسلاح الجو الهندي، شُكلّ في أكتوبر 2003 وقدموا أول استعراض لهم في معرض الطَّيَرَان الآسيوي في سنغافورة في عام 2004. يتكون الفَرِيق من أربع طائرات هال دروف،  مطلية باللونين الأحمَر والأَبيَض، ورُسم على جانبي الطائرة شكل طاووس، ويتمركز الفَرِيق في محطّة سولور الجوية في كويمباتور.

## الطاقم

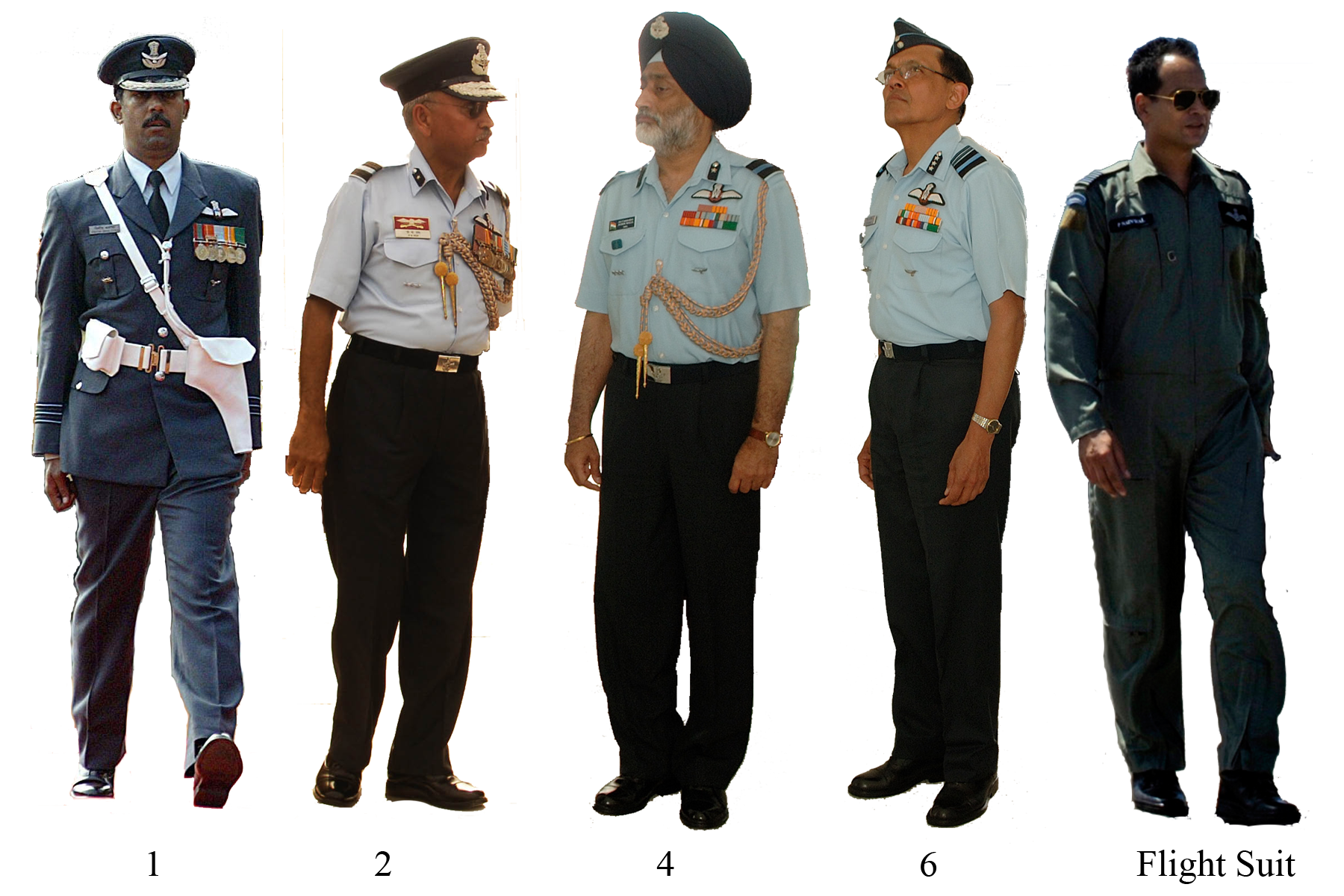
ضباط يرتدون الزي العسكري للقوات الجوية الهندية

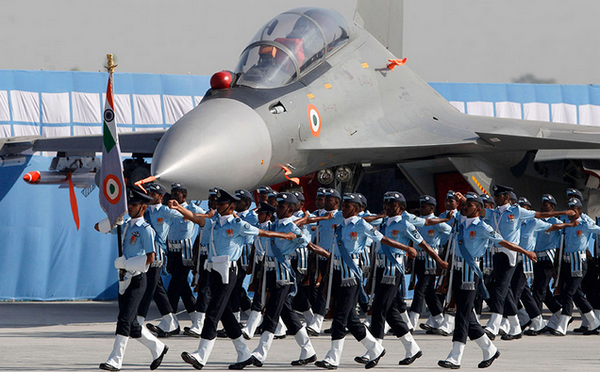
طيارون يسيرون خلال الاحتفال بيوم القوات الجوية

تُقَدَم المصادر المَوثوقة تقديرات متباينة بشكل كَبِير لقوام أفرد القوات الجوية الهنديَّة، وَبَعد تحليل المَعلُومَات الاستخباراتية مفتوحة المصدر قدرت منظَّمة السِياسَة العامَّة جلوبال سيكيوريتي دوت أورج أن قوام القوات الجوية الهنديَّة في 1994 كَان نَحو 110 ألف فرد في الخِدمَة،  وَفِي عام 2006 قدر المحلل الاستراتيجي «انتوني كوردسمان» أن قوام القوات الجوية الهنديَّة يبلغ نَحو 170 ألف فرد نشط في كتاب «الميزان العسكري الآسيوي التقليديّ في 2006 - (بالإنجليزية: The Asian Conventional Military Balance in 2006)‏» الَّذِي نشره المعهد الدولي للدراسات الاستراتيجية،  وَفِي عام 2010 راجع «جيمس هاكيت» في كتاب «الميزان العسكري 2010 - (بالإنجليزية: Military Balance 2010)‏» الَّذِي نشره المَعهَد الدوليّ للدِرَاسَات الاستراتيجيَّة التَّقدير إلى قوة تقريبية تَبلُغ 127 ألف فرد في الخِدمَة.
اعتبارًا من يوليو 2017 تملك القوات الجوية الهنديَّة قوة مكونة من 12,550 ضابط، و142,529 طيار.

### الرتب
يعتمد هيكل رتب القوات الجوية الهنديَّة، على هيكل سلاح الجو الملكي، وتُعد رتبة «مشر» أعلى رتبة في سلاح الجو الهندي، والَّتِي يمنحها الرَّئِيس الهندي بَعد الخِدمَة الاستثنائيَّة خِلال زمن الحرب، ويُعد «أرجان سينغ» الضابط الوحيد الَّذِي حصل على رتبة مشير، يرأس القوات الجوية «رَئِيس الأركان الجوية» ويحمل رتبة «قائد جوي مارشال».

#### الضباط
يُمكِن لِأَيّ مواطن هندي أن يصبح ضابطًا في القوات الجوية بَعد استيفاء الشروط والمعايير، حيثُ يُمكِن للأشخاص الذكور الذين تخرجوا من الثانويّة وتتراوح أعمارهم بَين 16.5 و19 سنة التقديم على مُستَوى «متوسط»،  وبينما يُمكِن للمتقدمين من الرجال والنِساء الذين تخرجوا من الكليَّة وتتراوح أعمارهم بَين 18 و28 سنة التقديم على مُستَوى «الخريجين»،  ويُمكن لخريجي كليات الهندسة الذين تتراوح أعمارهم بَين 18 و28 سنة التقديم على «مُستَوى المهندس»، ويَبلغَ الحد العمري لفرع الطَّيَرَان والخِدمَة الأرضية 23 عامًا، بينما يبلغ الحد العمري للفرع الفني 28 عامًا. ويُمكن لمن أكمل دَرَجَة الماجستير وتتراوح أعمارهم بَين 18 و28 سنة التقديم على مُستَوى «الدراسات العليا» في الفَرع الفني إِذَا كَان عمره 28 عام أو أَكثَر، أو في الخِدمَة الأرضية إِذَا كَان عمره 25 عام أو أَكثَر،  ويُشترط على جَمِيع المتقدمين الذين تقل أعمارهم عَن 25 عامًا أن يكونوا غير متزوجين. وَبَعد ذَلِك تختار القوات الجوية الهنديَّة المُرشحين لتلقي تدريب الضباط، وَبَعد الانتهاء من التَّدرِيب يُكلف المرشح كمسؤول طيران.
|                       | الضباط وضباط العلم | الضباط وضباط العلم | الضباط وضباط العلم | الضباط وضباط العلم | الضباط وضباط العلم | الضباط وضباط العلم | الضباط وضباط العلم | الضباط وضباط العلم | الضباط وضباط العلم | الضباط وضباط العلم | الضباط الميدانيون وكبار الضباط | الضباط الميدانيون وكبار الضباط | الضباط الميدانيون وكبار الضباط | الضباط الميدانيون وكبار الضباط | الضباط الميدانيون وكبار الضباط | الضباط الميدانيون وكبار الضباط | صغار الضباط | صغار الضباط | صغار الضباط | صغار الضباط | صغار الضباط | صغار الضباط | صغار الضباط | صغار الضباط | ضباط متدربون | ضباط متدربون | ضباط متدربون | ضباط متدربون | ضباط متدربون | ضباط متدربون | ضباط متدربون | ضباط متدربون | ضباط متدربون | ضباط متدربون | ضباط متدربون | ضباط متدربون |
| --------------------- | ------------------ | ------------------ | ------------------ | ------------------ | ------------------ | ------------------ | ------------------ | ------------------ | ------------------ | ------------------ | ------------------------------ | ------------------------------ | ------------------------------ | ------------------------------ | ------------------------------ | ------------------------------ | ----------- | ----------- | ----------- | ----------- | ----------- | ----------- | ----------- | ----------- | ------------ | ------------ | ------------ | ------------ | ------------ | ------------ | ------------ | ------------ | ------------ | ------------ | ------------ | ------------ |
| القوات الجوية الهندية |                    |                    |                    |                    |                    |                    |                    |                    |                    |                    |                                |                                |                                |                                |                                |                                |             |             |             |             |             |             |             |             |              |              |              |              |              |              |              |              |              |              |              |              |
| مارشال جوي            | مارشال جوي         | قائد مشير جوي      | قائد مشير جوي      | مشير جوي           | مشير جوي           | نائب مشير جوي      | نائب مشير جوي      | عميد جوي           | عميد جوي           | قائد مجموعة        | قائد مجموعة                    | قائد جناح                      | قائد جناح                      | قائد سرب                       | قائد سرب                       | ملازم طيار                     | ملازم طيار  | ضابط طيران  | ضابط طيران  | ضابط طيران  | ضابط طيران  | ضابط طيران  | ضابط طيران  | ضابط رحلة   | ضابط رحلة    | ضابط رحلة    | ضابط رحلة    | ضابط رحلة    | ضابط رحلة    | ضابط رحلة    | ضابط رحلة    | ضابط رحلة    | ضابط رحلة    | ضابط رحلة    | ضابط رحلة    |              |

#### الطيارين

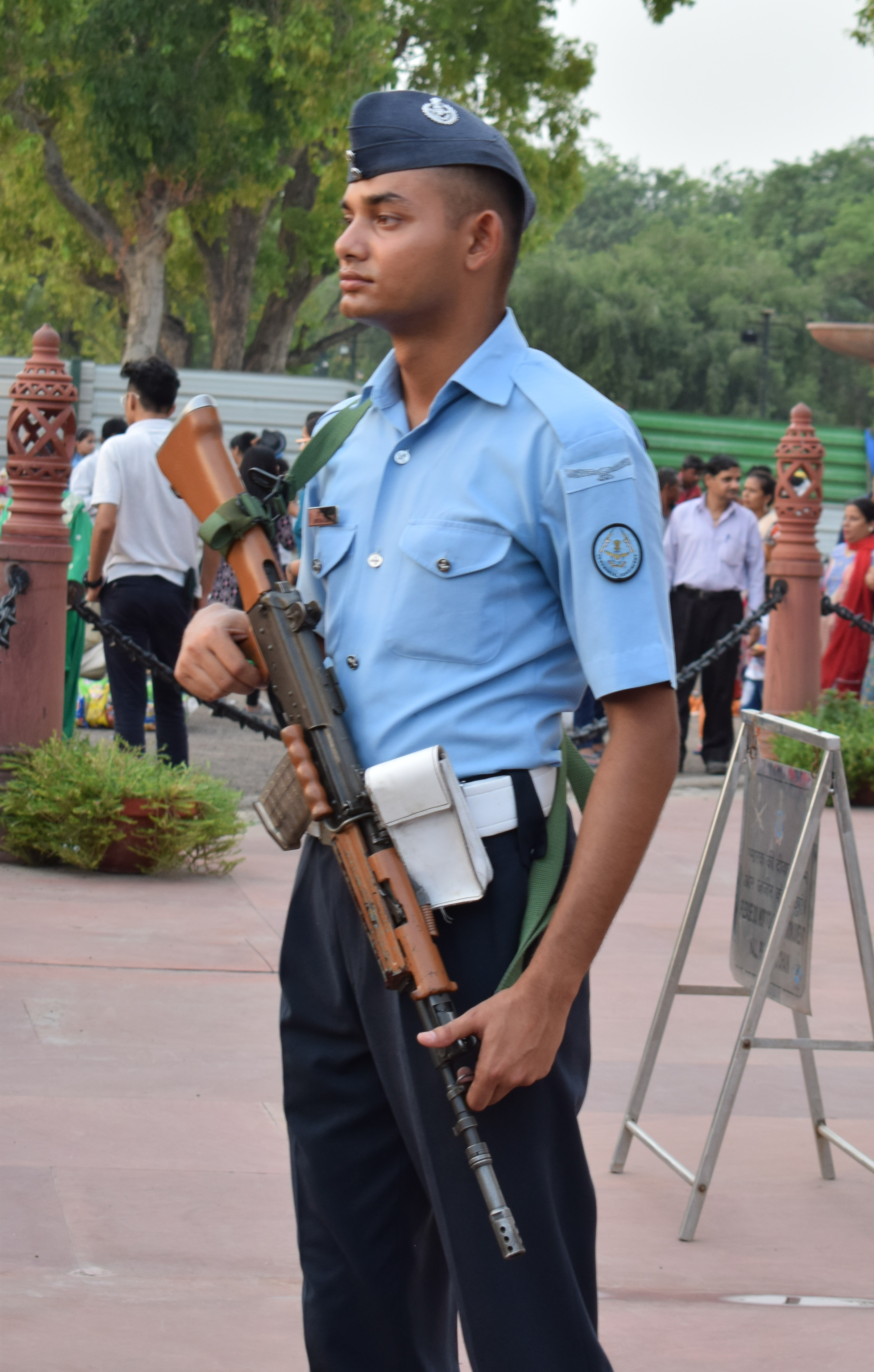
أحد أفراد القوات المسلحة الهندية يرتدي الزي الرسمي ورقعة لرتبة الكتف، ويحمل بندقية إنساس، ويقف عند النصب التذكاري لبوابة الهند في نيودلهي

يشارك الطيارون في جَمِيع أَنشطة القاعدة الجوية ويُقدمون الدعم لمختلف الوظائف الفنية وَغير الفنية،  ويعملوا على التأكد من سير جَمِيع العمليَّات الجوية والأرضية بسلاسة، ويُعد طيارو المهن الفنية مسؤولون عَن المهام الفنية مِثل صيانة وتجهيز المعدّات والأنظمة المُختَلِفَة.
| القوات الجوية الهندية |               |               |               |               |               |               |       |       |               |               |      |      |      |      |      |      |      |      |      |      |      |      |      |      |      |      |           |           |           |           |           |           | بدون رتبة | بدون رتبة |
| القوات الجوية الهندية | ضابط صف رئيسي | ضابط صف رئيسي | ضابط صف رئيسي | ضابط صف رئيسي | ضابط صف رئيسي | ضابط صف رئيسي | مساعد | مساعد | ضابط صف مبتدئ | ضابط صف مبتدئ | رقيب | رقيب | رقيب | رقيب | رقيب | رقيب | رقيب | رقيب | رقيب | رقيب | رقيب | رقيب | عريف | عريف | عريف | عريف | طيار رائد | طيار رائد | طيار رائد | طيار رائد | طيار رائد | طيار رائد | طيار      | طيار      |

### الضباط الفخريون
كَان ساشين تندولكار أول رياضي وأول مدني بدون خلفية طيران يحصل على الرتبة الفخرية لقبطان المجمُوعة من قَبل القوات الجوية الهنديَّة.

### التدريب والتعليم
تتواجد الأكاديميات العسكريَّة في جَمِيع أنحاء الهند، وتُوفر التَّدرِيب لِجَمِيع أفراد القوات المسلَّحة الهنديَّة، ومنها أكاديميَّةً الدِفَاع الوطنيّ، وتمتلك القوات الجوية الهنديَّة قيادة للتدريب، ويتلقى موظَّفي الدعم الفني تدريباتهم في مدارس التَّدرِيب الأرضية المُختَلِفَة، بينما يتلقى الطيارين تدريباتهم في أكاديميَّةً القوات الجوية في حيدر أباد، ومن المؤسّسات التَّدرِيبِيَّة الأُخرى التَّابِعَة للقوات الجوية «مؤسَّسة تدريب الطيارين» في الله أباد، والكليَّة الإداريَّة للقوات الجوية في كويمباتور، ومعهد طب الفضاء الجوي في بنغالور، والكليَّة الفنية للقوات الجوية في جالاهالي، ومؤسسة التكتيكات والقتال الجوي والدِفَاع في قاليور، ومدرسة تدريب المظليين في أغرة.

## الطائرات
يحتوي أسطول القوات الجوية الهنديَّة على طائرات ومعدات من أصول سوفيتيَّة، وبريطانية، وفرنسية وهندية، وأمريكية، ويُعتبر الروسيَّة الأكثر في الأُسطول، وتُنتَج «شّركَة هندوستان آيرونوتيكس» بَعض الطائرات الروسيَّة والبريطانيَّة في الهند بموجب ترخيص حصلت عليه، وتُوفر المصادر المَوثوقة المُختَلِفَة تقديرات متباينة بشكل كَبِير لأسطول القوات الجوية الهنديَّة، ويُقدّر الطيران الدولي امتلاك سلاح الجو الهندي 1750 طائرة في الخِدمَة،  بينما يُقَدِم المعهد الدولي للدراسات الاستراتيجية تقديرًا مشابهًا يبلغ 1850 طائرة،  ويتَّفق المصدرين على امتلاك سلاح الجو الهندي نَحو 900 طائرة قتالية.

### مقاتلات متعددة المهام

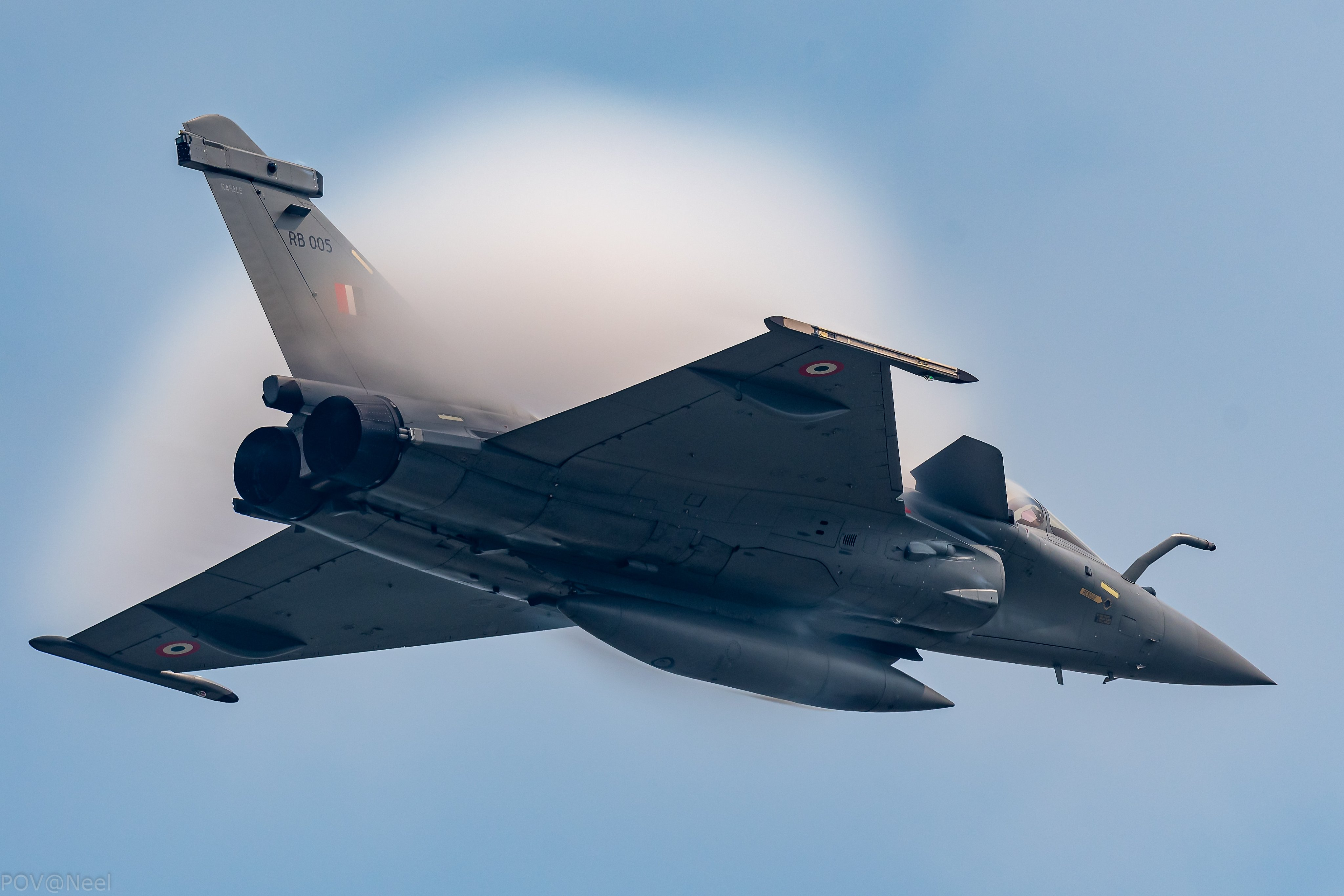
مقاتلة رافال في سلاح الجو الهندي

- داسو رافال: وهي طائرة مقاتلة مُتَعَدّدَة المهام، وقَّعت الهند صَفقَة لشراء 36 مِنهَا، تُمِثل أحدث إضافة إلى أسطول سلاح الجو الهندي، وَفِي أكتوبر 2021 تضمن الأُسطول الهندي 29 مقاتلة رافال في الخِدمَة.[158]

- سوخوي سو-30 إم كي آي: تُعتبر مقاتلة التفوق الجوي الأساسيّة في سلاح الجو الهندي، وقد زُودت بصاروخ «جو-أرض»، تعمل 272 مِنهَا في الخِدمَة، وقدمت الهند طلبًا إضافيًا للحصول على 12 طلبًا مقاتلة أُخرى من شّركَة هندوستان آيرونوتيكس.[159]
- ميكويان ميج-29: مقاتلة تفوق جوي مخصصة، تُشكِل خط دفاع ثاني بَعد «سوخوي سو-30»، وتعمل في الخِدمَة 69 طائرة ميج-29، وقد تمت تطويرها إلى "MiG-29UPG" في 2016.[160]
- داسو ميراج 2000: تشغل القوات الجوية الهنديَّة حاليًا طائرتين من طراز «ميراج 2000-5 MK2»، و49 طائرة من طراز «ميراج 2000Hs»، وثماني طائرات من طراز «ميراج 2000 TH»، وتعمل على ترقيتها إلى «ميراج 2000-5 MK2» مَع تعديلات هنديَّة محددة، [161][162] وتهدف الهند للتخلص التدريجي من ميراج 2000 بحلول عام 2030.[163]

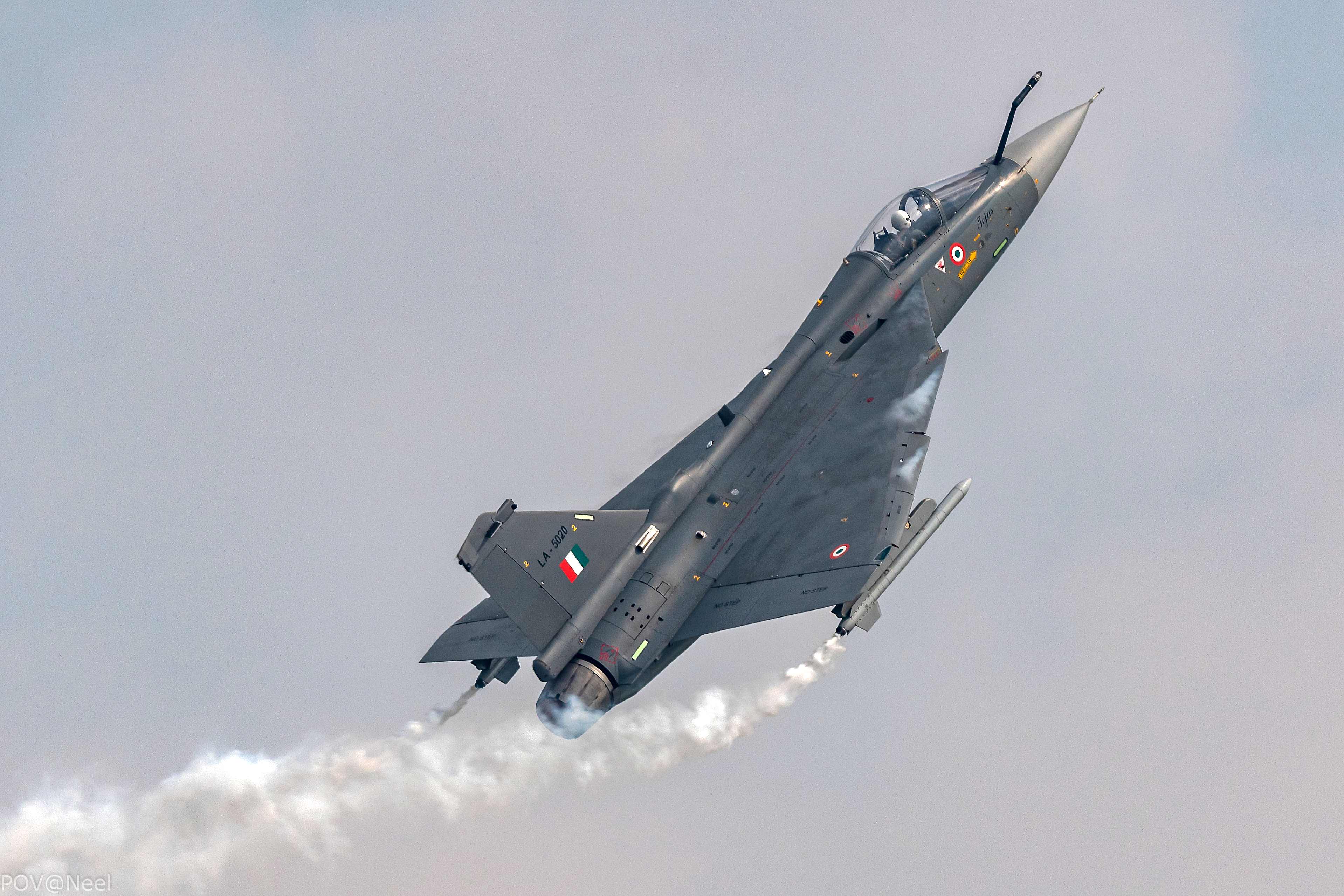
هال تيجاس

- تيجاس هال: تخطط الهند لاستبدال ميكويان-جوريفيتش ميج-21 بطائرات «تيجاس هال» محليّة الصنع، [164][165] وقد تم تشكيل أول سرب «تيجاس آي أيه إف» (السرب 45) في 1 يوليو 2016، وتبعه السرب 18 في 27 مايو 2020.[166] وَفِي البداية تمركز السرب الأول في بنغالور ثم نُقل إلى سولور في تاميل نادو، [167] وَفِي فبراير 2021 طلبت القوات الجوية الهنديَّة 123 طائرة تيجاس، [168] مِنهَا 40 طائرة فئة «مارك 1»، و73 طائرة بمقعد وَاحِد فئة «مارك 1As»، و10 طائرات بمقعدين فئة «مارك 1».[169]
- جاغوار: تُعد جاغوار طائرة هجوم أرضي، وتُعد قوة الهجوم البرية الأساسيّة لسلاح الجو الهندي، [170] وتشغل القوات الجوية الهنديَّة حاليًا 139 طائرة جاغوار، [171] تخضع الدفعة الأولى من جاغوار "DARIN-1" للتحديث إلى "DARIN-3" المُجهز برادارات وَمَجمُوعَة تشويش محسّنة وإلكترونيات طيران جديدة، ومن المقرر التخلص التدريجي من هَذِه الطائرات بحلول عام 2030.[163]
- ميكويان-جوريفيتش ميج-21: تعمل ميج-21 كطائرة اعتراضية في القوات الجوية الهنديَّة، وقد قرَّرت التخلص مِنهَا بشكل تدريجي، والإبقاء على 125 طائرة مِنهَا فقط، وهي الَّتِي رُقيت إلى «ميج-21 بايسون».[172] أجلت الهند موعد التخلص التدريجي مِنهَا عدَّة مرات، ففي البداية كَان الموعد خِلال 2014-2017، [173] وتأجل لاحقًا إلى 2019، [174] وتأجل مرَّة أُخرى إلى 2021-2022.[163]

### نظام الإنذار المبكر

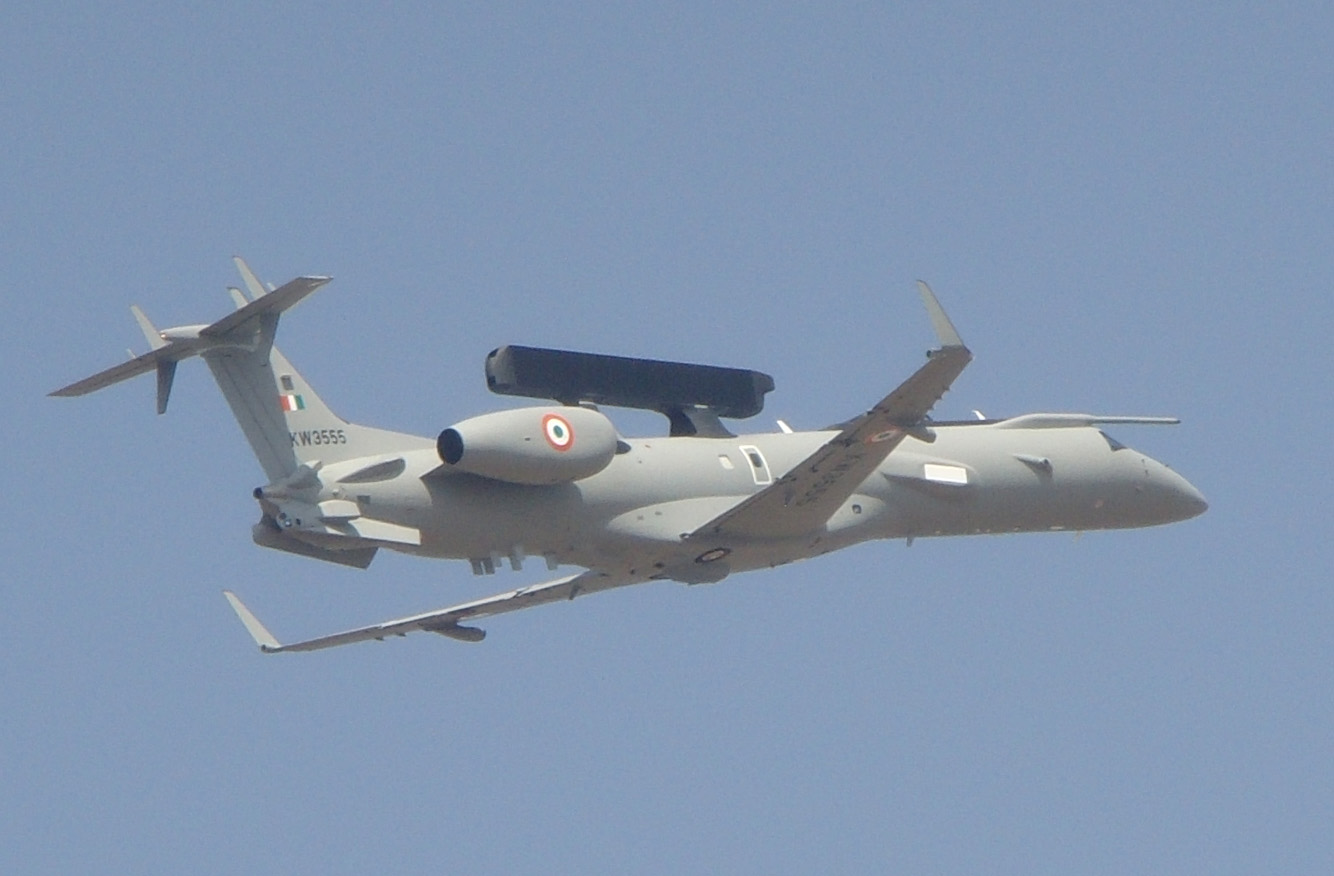
طائرة إمبراير إي آر جيه 145

تُدرب القوات الجوية الهنديَّة أطقمها للعمل على تشغيل "DRDO AEW&CS" المطورة محليًا، وتُجري التدريبات على طائرات إمبراير إي آر جيه 145، وتُشغل القوات الجوية الهنديَّة "EL/W-2090 Phalcon AEW&C" المدمجة في مِنَصّة بيريف إيه -50 الَّتِي يعمل مِنهَا في الخِدمَة ثلاثة أَنظِمَة،  وتُجري الهند مفاوضات للحصول على طائرتين إضافيتين من طراز فالكون، وتعمل الهند على مَشرُوع داخلي لِتَطوِير ستة أواكس من فئة فالكون.

### طائرات التزود بالوقود

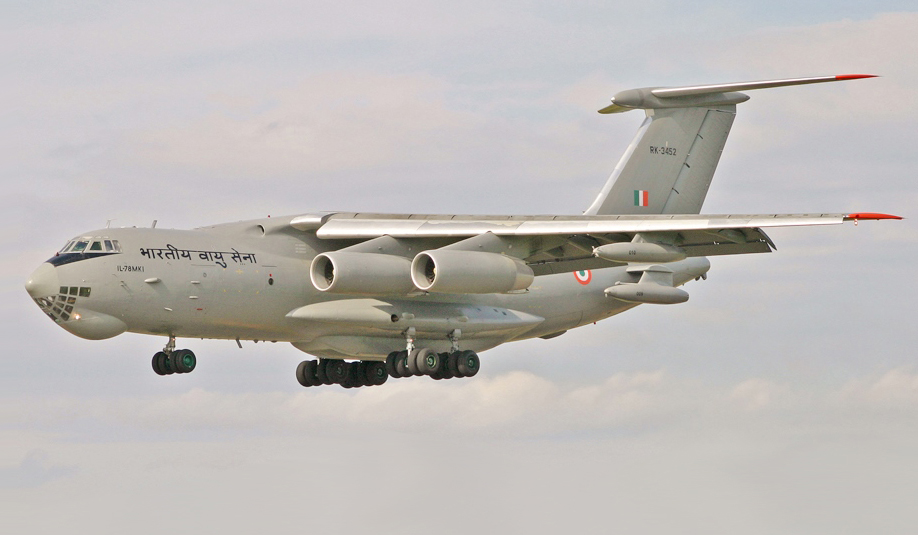
طائرة إليوشن إي أل-78 هندية في مناورة بيات في 2007

تشغل القوات الجوية الهنديَّة ستة طائرات من طراز إليوشن إي أل-78 للتزود بالوقود.

### طائرات النقل

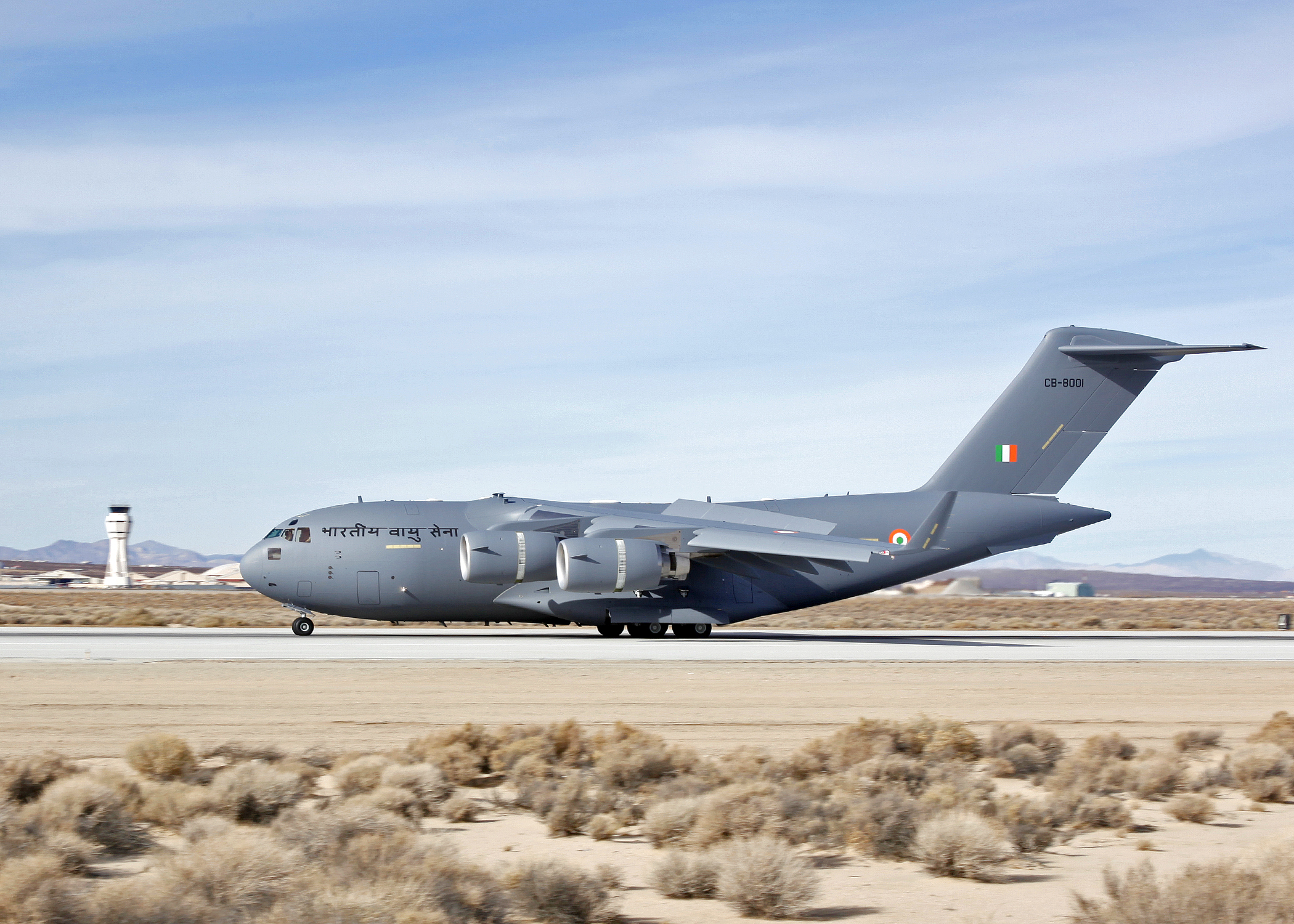
طائرة بوينغ سي-17 غلوب ماستر 3 تابعة لسلاح الجو الهندي

يستخدم سلاح الجو الهندي طائرت إليوشن إي أل-76 لعمليات النَّقل الجوي الإستراتيجيَّة،  وكانت تستخدم 10 طائرات مِنهَا في 2010،  وتهدف للاستغناء عَنهَا مُقابِل بوينغ سي-17 غلوب ماستر 3.
تستخدم القوات الخاصّة التَّابِعَة للقوات الجوية الهنديَّة طائرة لوكهيد مارتن سي-130 جيه سوبر هركيوليز للعمليّات المُشتركة بَين الجيش والقوات الجوية،  حيثُ اشترت الهند ستة طائرات من فئة "C-130Js"، وقد تحطمت إحداها في قاليور في 28 مارس 2014 أَثناء قيامها بمهمة تدريبية، وقُتل جَمِيع من فِيهَا،  وتعمل طائرة أنتونوف أن-32 كطائرة نَقل مُتَوَسِطَة، وتُستخدم في عَمَليّات القصف والاستعراضات،  وتُشغل مِنهَا 105 طائرة،  وتعمل دورنير دو 228 كطائرة نَقل خفيفة،  وتستخدم القوات الجوية طائرات بوينغ،  و"Embraer ECJ-135 Legacy"،  لنقل كبار الشخصيّات وَنَقل القوات.
استخدمت القوات الجوية الهنديَّة طائرة هوكر سايدلي إتش أس 748 لأسطول النَّقل، وحاليًا تستخدم بشكل أساسي في مهام التَّدرِيب وَالاِتِصَالَات.

### طائرات التدريب

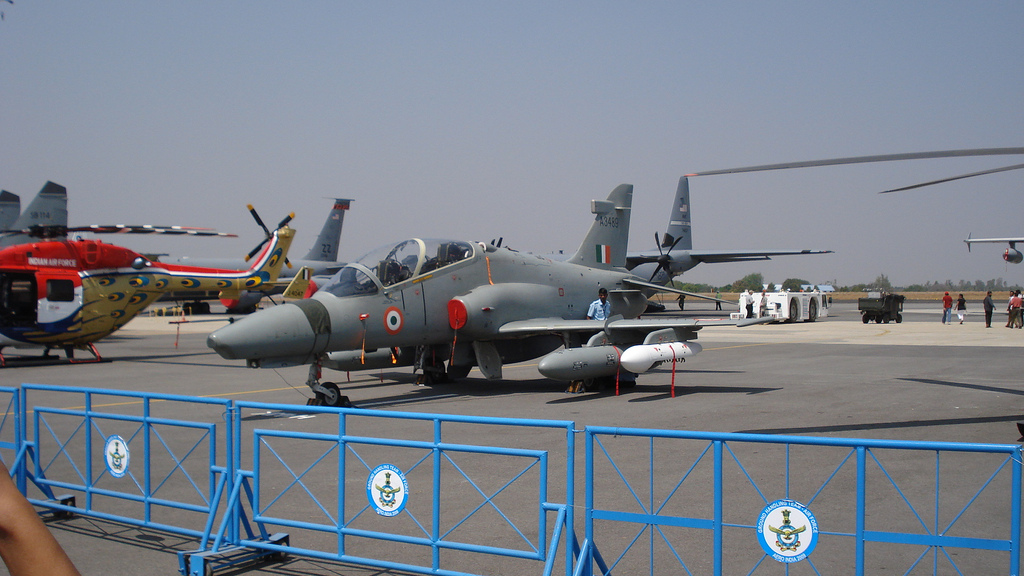
آي أيه إف بي أيه إي هوك

«هال إتش بي تي-32 ديباك» هي طائرة تدريب أَسَاسِيَّة تُستخدم لتدريب الطلاب العسكريّين،  أوقفت القوات الجوية استخدمها في يوليو 2009 بَعد حادِث أسفر عَن مقتل اثنين من كبار مدربي الطَّيَرَان،  وأعادت استِخدامُها في مايو 2010،  بَعد تزويدها بنظام استرداد المظلة لِتَعزِيز قدرتها على البقاء أَثناء الطَّوَارِئ في الجو وإنزال المدرب بأمان،  وتهدف القوات الجوية للتخلص مِنهَا بشكل تدريجي،  وقد استبدلتها بطائرة «بيلاتوس» السويسريَّة،  يستخدم فريق اشراقة الشمس الاستعراضي التابع للقوات الجوية الهنديَّة طائرات «هال إتش جي تي-16 كيران إم كي 2»،  وتخطط القوات الجوية لاستبدال كيران بطائرة «هال إتش جي تي-36 سيتارا»،  وتحل طائرة بي أيه إي هوك المزودة بمحرك نفاث محل «كيران إم كي 2» بشكل تدريجي،  وطلبت القوات الجوية الهنديَّة 106 طائرة تدريب هوك، وبدأت 39 مِنهَا العَمَل في الخِدمَة مُنذ يوليو 2010،  كما طلبت 72 طائرة «بيبيستريل فيروس إس دبليو 80» خفيفة الوزن لأغراض التَّدرِيب الأساسيّة.

### طائرات هليكوبتر

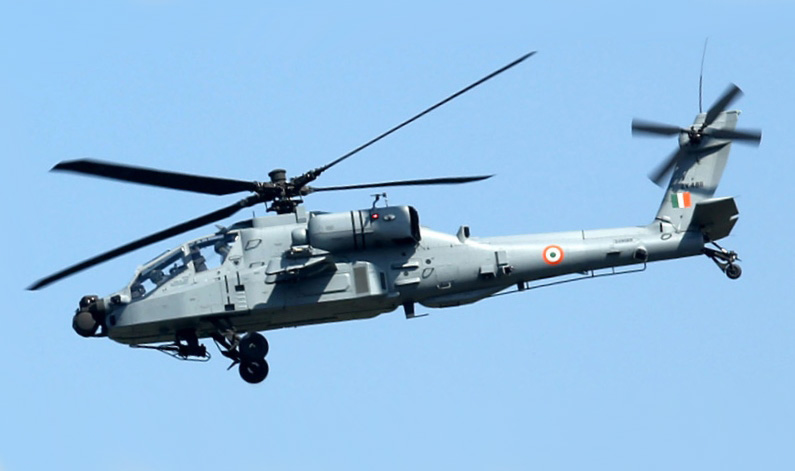
طائرة إيه إتش-64 أباتشي

تعمل هال دروف بشكل أساسي كطائرة هليكوبتر خفيفة في سلاح الجو الهندي، وتُستخدم طائرات دروف الأحدث كمروحيات هجومية،  ويتكوَّن فريق الطاووس للاستعراض الجوي من أربع مروحيات هال دروف،  وتُستخدم «إيروسباسيال ألويت الثالثة» الخَفِيفَة بشكل أساسي لأدوار التَّدرِيب والإنقاذ والنَّقل الخفيف،  وَيَتِمّ استبدالها بهال دروف بشكل تدريجي،  وتُستخدم «هال تشيتا» في العمليَّات عالية الارتفاع لمهام النَّقل والبَحث والإنقاذ.
يستخدم سلاح الجو الهندي طائرات ميل مي-8 وميل مي-17 و«مي-17» لمهام الرفع المتوسّطة الإستراتيجيَّة والمرافق،  وقد طلبت القوات الجوية الهنديَّة 22 طائرة هليكوبتر هجومية من طراز إيه إتش-64 أباتشي، و68 طائرة من طراز الهليكوبتر القتاليَّة الخَفِيفَة «هال إل سي إتش»، و35 طائرة من طراز «هال رودرا»، و15 طائرة هليكوبتر من طراز «سي إتش 47 إف شينوك» للرفع الثقيل، و150 طائرة من طراز "Mi-17V-5s"،  وتعمل ميل مي-26 كطائرة هليكوبتر للرفع الثقيل، ويُمكن استِخدامُها لنقل القوات أو كمركبة إسعاف طيران.
تستخدم القوات الجوية ميل مي-24 كطائرة هليكوبتر هجومية، ويُمكن استِخدامُها لنقل الجنود، وتملّك القوات الجوية سربين مِنهَا.

### طائرات بدون طيار
يستخدم سلاح الجو الهندي لأغراض الاستطلاع والمُراقبة طائرة "IAI Searcher II"،  وهيرون  بينما تعمل طائرة هاربي كمركبة جوية قتالية بدون طيار وهي مُصممة لمهاجمة أَنظِمَة الرادار،  وتستخدم «دردو لاكشيا» للتدرب على إِطلاق النار.

## أنظمة الصواريخ الأرضية

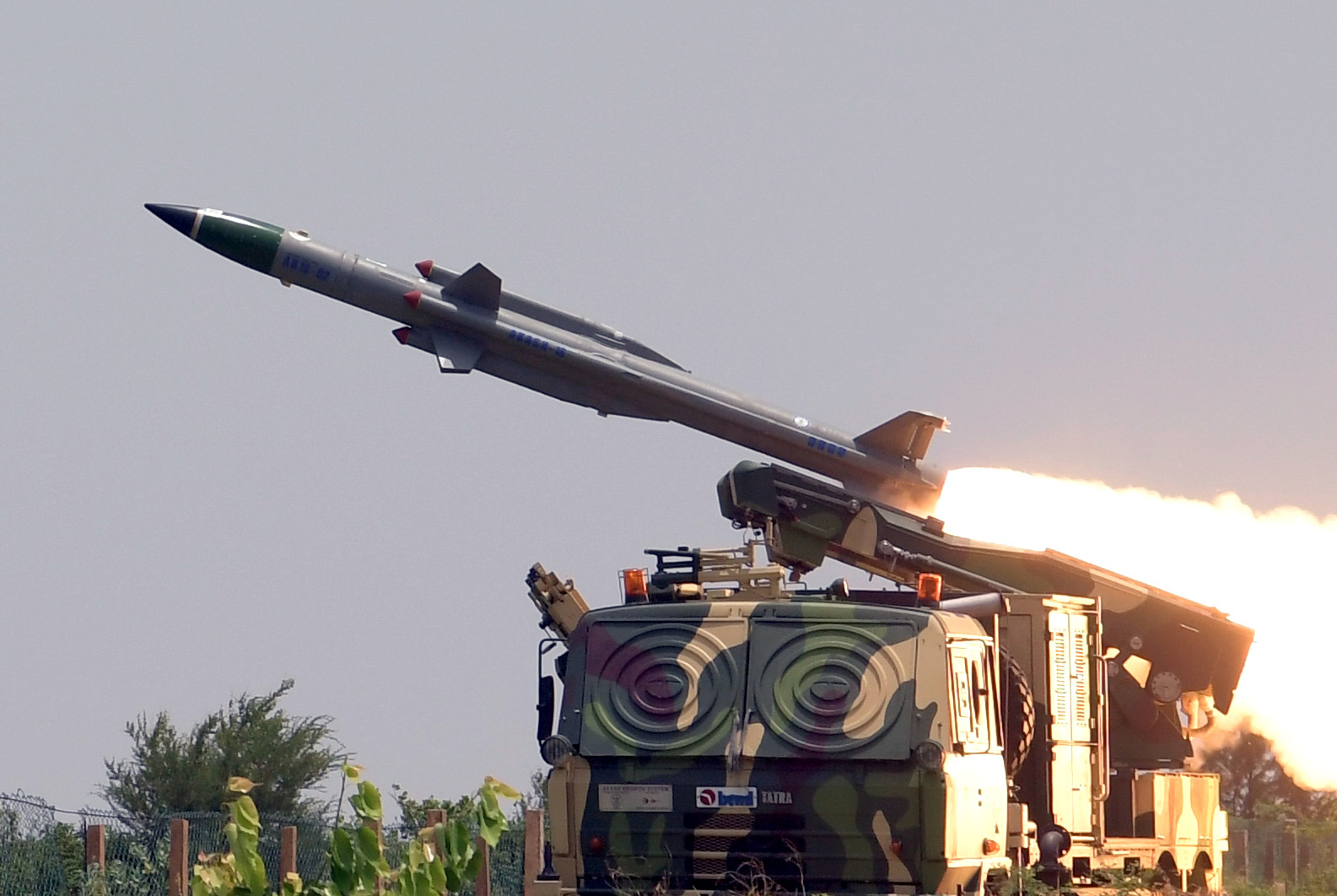
صاروخ عكاش

### صواريخ أرض - جو
تدير القوات الجوية 25 سرب من سام 3، وستة أسراب من 9كيه33 أو أس إيه، وعشر رحلات من إيغلا، وثلاثة عشر سرب من صاروخ عكاش،  وثمانية عشر سرب من نِظَام سبايدر للدفاع الجوي. وطلبت القوات الجوية الهنديَّة والجيش الهندي ألف صاروخ برق 8.

### صواريخ باليستية
يُشغل سلاح الجو الهندي صاروخ باليستي قصير المدى «بريثفي الجيل الثاني» (بالإنجليزية: Prithvi-II)‏.

## مستقبل القوات الجوية
انخفض عدد طائرات سلاح الجو الهندي مُنذ أواخر التسعينات بسبب خروج الطائرات القديمة عَن الخِدمَة والعديد من الحوادث، وتعمل القوات الجوية الهنديَّة على تحديث أسطولها، عبر تَطوِير الطائرات وَالمُعَدَّات والبِنية التَّحتيَّة وإدخال طائرات ومعدات جديدة محليّة ومستوردة، ويُخطط الجو الهندي لامتلاك أسطول مكون من 42 سربًا.

### مقتنيات متوقعة

#### مقاتلة ذات محرك واحد
أعلن وزير الدِفَاع «مانوهار باريكار» في مُؤتَمَر إعلامي في 3 يناير 2017، عَن خطط لمسابقة لاختيار شَرِيك استراتيجي لتقديم «200 مقاتلة جديدة ذَات محرك وَاحِد يتم تَصنِيعها في الهند، والَّتِي ستكلف نَحو 45 مليُون دولار أمريكي لكل قطعة بدون أسلحة»، ومن المتوقع أن تقدم شَّرِكَة لوكهيد مارتن الأمريكيَّة إف-16 بلوك 70، وأنَّ تقدم شركة ساب للطائرات السويديَّة ساب جاس-39 غربين، وقال مسؤول في وزارة الدِفَاع أن الوزارة ستقدم مناقصة عالمية الرُبع الأول من عام 2018،  مَع شَّرِكَة خاصَّة رُشحت كوكالة «إِنتاج لِلشّركاء الاستراتيجيين»، تَلِيهَا عَمَلِيَّة لتقييم العطاءات الفنية والماليَّة وإجراء التجارب للسنتان أو أَكثَر، قَبل عقد الصفقة النهائيَّة بَين الحُكومات في عام 2021، وتُمِثل هَذِه الخُطَّة نَحو 11 سربًا من الطائرات،  وتخطط الهند لِإِنشاء خط تجميع للطائرة الأمريكيَّة لوكهيد مارتن إف-16 فايتينج فالكون بلوك 70 في بنغالور.
في عام 2018، أعطت وزيرة الدِفَاع الهنديَّة «نيرمالا سيترامان» الضوء الأخضر لتوسيع نطاق تَصنِيع «تيجاس» في شَّرِكَة «هندوستان آيرونوتيكس» وأيضًا لتصديرها، ونُقل عَنهَا قولها «نحن لَا نتخلى عَن الطائرات القتاليَّة الخَفِيفَة، ونحن على ثقة تَامَّة بأنَّ تيجاس مارك-II ستكون قفزة كَبِيرَة للأمام لتلبية مُتطلبات المقاتلات ذَات المحرك الواحد»،  التزمت القوات الجوية الهنديَّة بشراء 201 طائرة من فئة «مارك-II» من تيجاس مَع أخذ الترتيب الإجمالي لعدد 324 تيجاس. وألغت الحُكومة خُطَّة استيراد «مقاتلات ذَات محرك وَاحِد»، وعززت الحُكومة الهنديَّة صناعة الدِفَاع المحَلِية عبر تقليل الاعتماد على الواردات.
قدمت القوات الجوية الهنديَّة طلب للموردين الدوليين للحصول على معلومات عَن مركبات القتال الجوي دُون طيار.

### مقتنيات حالية
قدمت القوات الجوية الهنديَّة طلبات لشراء 123 طائرة من فئة «تيجاس هال 40 مارك 1»، و73 طائرة من فئة «مارك 1A»، و10 طائرات تدريب من فئة «مارك 1»،  و36 طائرة داسو رافال مُتَعَدّدَة الأدوار،  و106 طائرة تدريب أَسَاسِيَّة «هال HTT-40»، و112 بيلاتوس بي سي-7 من طراز «إم كيه آي آي»،  و72 طائرة تدريب من نوعِ «هال إتش جي تي-36 سيتارا»،  و65 طائرة هليكوبتر قتالية خفيفة من شَّرِكَة هندوستان آيرونوتيكس،  و6 إيرباص إيه 330 إم آر تي تي،  و56 طائرة إيادس كاسا سي-295،  وطائرات بدون طيار من فئة هاروب من شَّرِكَة «إسرائيل إيركرافت إندستريز».

### مشاريع أبحاث الدفاع وهندوستان
تعمل شركة الدِفَاع الهنديَّة شركة هندوستان آيرونوتيكس وَمُنَظَّمَة أبحاث الدِفَاع على تَطوِير عدَّة طائرات لسلاح الجو الهندي مِثل «هال تيجاس إم كيه 2»،  والطائرات البحريَّة "HAL TEDBF"،  وطائرات الجيل الخامس HAL AMCA،  وَنِظَام الإِنذار المُبَكِر والتحكم المَحمُول جوا،  و«نال ساراس»،  و«هال إتش جي تي-36 سيتارا»،  و«هال HTT-40»، وطائرة هليكوبتر خفيفة،  و«دي آر دي أو رستم»،  والطائرات بدون طيار «دي آر دي أو غاتاك»،  وطورت منظَّمة أبحاث الدِفَاع نِظَام صواريخ عكاش لسلاح الجو الهندي،  كما طورت صاروخ «بريثفي II» الباليستي.
وتعمل شركة هندوستان آيرونوتيكس على تَطوِير طائراتها المُقاتلة من الجيل الخامس الطائرة المقاتلة المتوسطة والَّتِي سيتم إدخالها بحلول عام 2028، ودخلت منظَّمة أبحاث الدِفَاع فِي مَشرُوع مُشتَرَك مَع شركة صناعات الفضاء الإسرائيلية (IAI) لِتَطوِير «برق 8 سام». وتطوّر منظَّمة أبحاث الدِفَاع «عكاش-إن جي» ليكون بنفس نطاق برق 8،  وتعمل على تَطوِير نسخة تطلق من الجو من صاروخ كروز براهموس فِي مَشرُوع مُشتَرَك مَع شركة «إن بي أو ماشينوسترويينيا» الروسيَّة، ونجحت منظَّمة أبحاث الدِفَاع في تَطوِير صاروخ كروز نيربهاي بقدرة نووية.
تعمل منظَّمة أبحاث الدِفَاع وشركة هندوستان آيرونوتيكس على تَطوِير طائرة بدون طيار، ومن المتوقع الانتهاء من العملية بالكَامِل بحلول نهاية 2024-25.

### حرب مركزة حول الشبكات
أَطلَقَت القوات الجوية «شبكة القوات الجوية» (AFNET) في عام 2010، وهي شبكة معلومات رَقمِيَّة قويّة تُتيح الاستجابة السريعة والدَّقيقَة للتهديدات، وهي شبكة اتصالات آمنة تربط مَرَاكِز القيادة والتحكم بالطائرات الهُجوميَّة ومنصات الاستشعار وبطاريات الصَّواريخ الأرضية، وسيمثل «نِظَام القيادة والتحكم الجوي المتكامل» (IACCS)، العمود الفقري لشبكة القوات الجوية، وَهُو نِظَام آلي لعمليات الدِفَاع الجوي يدمج أَجهِزَة الاستشعار الأرضية والمَحمُولة جواً وأنظمة الأسلِحَة ومراكز القيادة والتحكم، ومن المتوقع أن يوفر تكامل نِظَام الشَّبَكَة مَع الرادار المَدَنِي والشبكات الأُخرى صورة متكاملة للوضع الجوي، ويُضاعف قوة تحليل الاستخبارات ومراقبة المهام وَأَنشِطَة الدعم مِثل الصيانة وَالخِدمات اللوجستيَّة، ويتميَّز التصميم بعدة طبقات من التَّدَابِير الأمنيَّة لعرقلة وردع جُهُود التجسس مِثل تقنيات التشفير ومنع التسلل.

## فهرس المراجع
- Bajwa، Kuldip Singh (2005). The Dynamics of Soldiering. Har-Anand Publications. ص. 292. ISBN:978-81-241-0940-3. مؤرشف من الأصل في 2022-05-27. اطلع عليه بتاريخ 2021-12-03.
- Chadha، Vivek (2005). Low Intensity Conflicts in India (ط. Illustrated). SAGE. ص. 513. ISBN:978-0-7619-3325-0. مؤرشف من الأصل في 2023-02-07. اطلع عليه بتاريخ 2021-12-03.
- Europa Publications (2005). Far East and Australasia 2003. Europa Publications. ص. 1538. ISBN:978-1-85743-133-9. مؤرشف من الأصل في 2022-05-26. اطلع عليه بتاريخ 2021-12-03.
- International Institute for Strategic Studies (2002). The Military Balance 2002/2003 (ط. Map). International Institute for Strategic Studies. ISBN:978-0-19-851672-9. OCLC:59464235. مؤرشف من الأصل في 2021-12-08. اطلع عليه بتاريخ 2021-12-03.
- Karthikeyan، K.R.؛ Gupta؛ Sendilkumar، R.؛ Jaganathan، D. (2008). A Textbook of Agricultural Extension Management. Atlantic Publishers & Distributors. ص. v, 192. ISBN:978-81-269-0881-3. مؤرشف من الأصل في 2022-05-27. اطلع عليه بتاريخ 2021-12-03.
- Khan، J.A. (2004). Air Power and Challenges to IAF. APH Publishing. ص. xxxii, 361. ISBN:978-81-7648-593-7. مؤرشف من الأصل في 2022-08-23. اطلع عليه بتاريخ 2021-12-03.
- Shiva، Vandana (2005). India Divided: Diversity and Democracy Under Attack. Seven Stories Press. ص. 191. ISBN:978-1-58322-540-0. مؤرشف من الأصل في 2022-05-27. اطلع عليه بتاريخ 2021-12-03.
- Tiwary، AK, Air Vice Marshal (2012). Indian Air Force in wars. New Delhi: Lancer. ISBN:9781935501336. OCLC:828682050. مؤرشف من الأصل في 2021-12-09. اطلع عليه بتاريخ 2021-12-03.{{استشهاد بكتاب}}:  صيانة الاستشهاد: أسماء متعددة: قائمة المؤلفين (link)
- Warikoo، K. (2009). Himalayan Frontiers of India: Historical, Geo-Political and Strategic Perspectives (ط. Illustrated). Taylor & Francis. ص. xv, 240. ISBN:978-0-415-46839-8. مؤرشف من الأصل في 2022-05-26. اطلع عليه بتاريخ 2021-12-03.
- Wilson، Stewart (2002). North American F-86 SABRE (ط. Illustrated). Wilson Media Pty, Limited. ص. 64. ISBN:978-1-876722-05-0. مؤرشف من الأصل في 2022-05-26. اطلع عليه بتاريخ 2021-12-03.